# Collège Stanislas (Paris)
Pour les articles homonymes, voir Collège Stanislas.
 (9 septembre 2024).

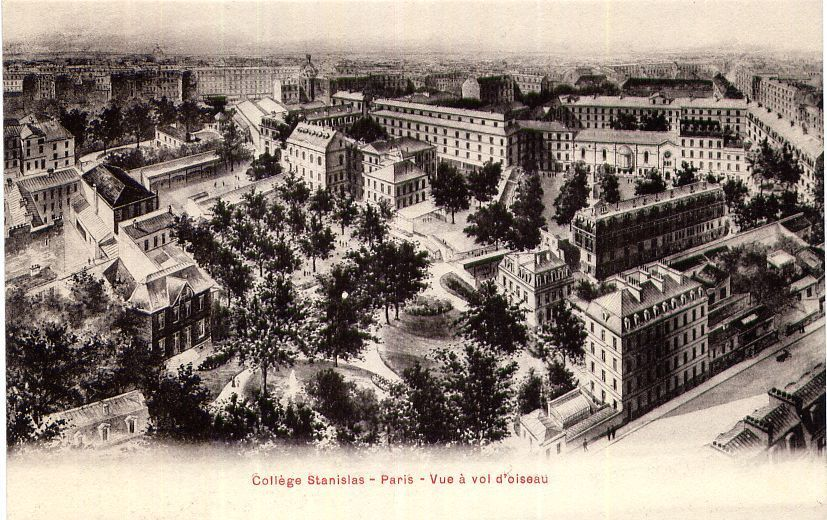
Collège Stanislas en 1905. Vue générale d'après une aquarelle de H. Basin (carte postale ancienne).

Le collège Stanislas est un établissement privé français catholique sous contrat d'association avec l'État fondé en 1804 par l'abbé Claude Rosalie Liautard (1774-1842) dans le quartier Notre-Dame-des-Champs à Paris.
Depuis 1804, cette institution a failli disparaître plusieurs fois ; son maintien dans le cadre de l'enseignement national et l'éducation catholique est dû à plusieurs de ses directeurs et anciens élèves.
Réputé pour ses excellents résultats au baccalauréat et son projet éducatif, au concours général et aux concours d'entrée aux grandes écoles, notamment scientifiques, Stanislas est considéré comme l'un des meilleurs établissements de France, faisant ainsi partie des lycées fournissant de nombreux élèves de l'École polytechnique. En outre, plusieurs personnalités françaises et européennes sont sorties de ses rangs.
Il est néanmoins critiqué par une frange de la presse nationale pour ses méthodes et une certaine rigidité face aux évolutions de la société ; il est aussi le cadre de plusieurs affaires d'agressions sexuelles et violences au début des années 2000. Des accusations d'homophobie, de sexisme et de racisme ont donné suite en 2023 à une enquête administrative classée sans suite disciplinaire ou pénale.

## Historique

### Débuts (1804-1821)

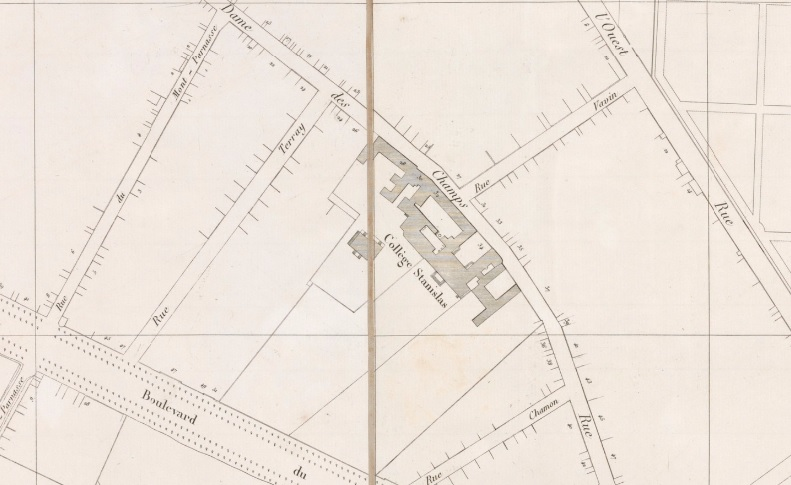
Premier emplacement du collège Stanislas sur l'atlas de Jacoubet (vers 1830).

#### Fondation de la maison d'éducation de la rue Notre-Dame-des-Champs (1804-1810)
La maison d'éducation de la rue Notre-Dame-des-Champs est fondée le 15 août 1804 par trois prêtres du diocèse de Paris, MM. Liautard, Augé et Froment. La collaboration de ces trois prêtres, dont les deux premiers étaient d'anciens élèves de l'Université, tandis que M. Froment devait sa formation à la congrégation de l'Oratoire du collège de Juilly, commence à réaliser dès le début cette fusion des traditions de l'Université avec celle des congrégations enseignantes.
L'immeuble qu'ils occupent en 1804 est situé rue Notre-Dame-des-Champs, dans un ancien hôtel particulier qui se trouvait sur le tracé des actuelles rue Vavin et rue Bréa, à la limite sud de Paris : l'hôtel Traversaire. Quelques années plus tard, l'abbé Augé acquiert l'hôtel de Fleury, beaucoup plus vaste, et ancienne demeure du cardinal de Fleury. De magnifiques jardins entouraient cet hôtel et ses bâtiments, prolongés eux-mêmes par le jardin du Luxembourg et, au-delà du boulevard du Montparnasse, par la plaine de Montrouge.

#### Classes préparatoires et premières difficultés (1810-1821)
La maison d'éducation prospère rapidement et compte 500 élèves en 1810. Dès 1806, une succursale est fondée à Gentilly. On y donne l'enseignement secondaire intégral, et l'abbé Liautard, son premier directeur et ancien élève de l'École polytechnique, la complète de deux années d'études supplémentaires destinées à parachever la formation intellectuelle des élèves, et les préparer en même temps aux classes préparatoires aux grandes écoles. Entretemps, Napoléon Ier et son ministre Antoine-François Fourcroy promulguent la loi du 10 mai 1806 instaurant l'Université de France et le corps enseignant de l'État. Puis, par le décret d'application du 17 mars 1808, ils créent le baccalauréat. À partir de 1810, cette nouvelle organisation contraint les vues de l'abbé Liautard, et l'oblige à envoyer ses élèves suivre les cours du lycée impérial Napoléon, l'actuel lycée Henri-IV. La maison qu'il a fondée se voit réduite au rang de simple pension, mais il doit se soumettre. La Restauration de 1814 et le retour de la dynastie des Bourbons sur le trône du royaume de France, qu'il soutient depuis le début, ne met pas immédiatement fin à cet état de fait.

### Le collège de plein exercice (1821-1847)

#### Reconnaissance de l'État (1821-1824)
L'institution Liautard, nom usuel de l'Institution de la rue Notre-Dame-des-Champs, fut reconnue par le Conseil royal de l'instruction publique en tant que Collège de plein exercice en 1821, notion créée par l'ordonnance royale du 27 février 1821.
La législation concernant les établissements privés est en effet modifiée en 1821. Cette cause, l'abbé Liautard y contribue, notamment par la préparation à la promulgation de l'ordonnance royale. Cette réintroduction des prêtres catholiques dans l'Université implique aussi que désormais les bases de l'éducation sont « la religion, la monarchie, la légitimité et la charte ». Elle permet également la conversion des collèges libres agréés en « collège de plein exercice ». L'abbé Liautard obtient ce privilège pour sa maison d'éducation. Cette reconnaissance donne également la permission aux élèves de participer au concours général, épreuves auxquelles de nombreux élèves sont couronnés depuis.
L'abbé Claude Liautard souhaite manifester sa reconnaissance au roi Louis XVIII, duquel il était proche, en exprimant sa volonté de renommer son institution au nom de règne du roi, « Collège de Louis XVIII ».
Il fut répondu en deux moments, d'une part l'institution est élevé au rang des collèges royaux de l'Université de France, d'autre part, Louis XVIII honore la mémoire de son arrière-grand-père Stanislas Leszczyński — ancien roi de Pologne et duc de Lorraine, et dont il porte le prénom (Louis Stanislas Xavier) —, en nommant l'institution collège de Stanislas. L'ordonnance du 13 février 1822 déclare que le collège de plein exercice dirigé par le sieur Liautard portera à l'avenir le nom de collège de Stanislas, devenu rapidement dans l'usage « collège Stanislas ».
Le collège Stanislas devient alors indépendant du Conseil royal de l'instruction publique, les professeurs de l'Université peuvent y donner leurs enseignements et les élèves ne sont plus obligés de se rendre au lycée Henri-IV. Le collège est reconnu à la fois à caractère ecclésiastique et universitaire.
Les difficultés financières que connaît toutefois l'institution risquent de provoquer sa disparition, l'abbé Augé ayant dû se retirer de l'indivision en août 1821. L'abbé Liautard démissionne en 1824 pour assurer la survie de son œuvre plutôt que de lui faire perdre son autonomie. Il est nommé curé de Fontainebleau en 1825.

#### Direction de l'abbé Augé (1824-1838)
Malgré son âge, Jean Baptiste Augé accepte la succession, et se donne pour tâche de développer la tradition naissante à travers les difficultés que rencontrent une œuvre qui doit compter sur elle seule pour vivre et prospérer. Après de longues discussions, la mairie de Paris est finalement autorisée à acquérir les bâtiments du collège. La vente du 20 août 1825 par Liautard et Froment comprend également les meubles et les jardins. L'abbé Augé reste toutefois propriétaire de sa partie personnelle. Un bail est alors signé avec la ville, concession renouvelable dont le régime dura vingt ans, jusqu'en 1845.

#### Lacordaire
L'éclat des succès du Collège au concours général des lycées et collèges témoigne de la force de ses études. Son nom, d'autre part, se trouve mêlé à ceux qui étaient particulièrement chers aux hommes de la renaissance religieuse de 1830 : c'est dans la chapelle de Stanislas que Henri Lacordaire donne ses premières conférences en janvier 1834. Devant l'enthousiasme imprévu qui, de semaine et semaine, remplit pendant trois mois d'un joyeux trouble la paisible maison, Lacordaire découvre sa vocation d'orateur et d'apologiste. Mais, entre succès et critiques, elles sont suspendues. Le soutien de Hyacinthe-Louis de Quélen lui vaut cependant d'honorer les Conférences de carême en la cathédrale Notre-Dame de Paris.

#### Direction de l'abbé Buquet (1838-1841)
Âgé de quatre-vingts ans, l'abbé Augé est remplacé par l'abbé Charles-Louis Buquet, âgé de quarante-et-un an, préfet des études et sous-directeur. Inconditionnel de M. Liautard, Buquet y reprend ses directives, auxquelles l'abbé Augé n'a d'ailleurs rien changé, mais il en impose une observance stricte mais paternelle, où éducation et religion sont inséparables. L'écrivain Jules Barbey d'Aurevilly laisse quelques notes sur lui. L'abbé Buquet est alors secondé par l'abbé Ravinet, sous-directeur, ainsi que le père Louis Millériot, s.j., controversiste réputé, comme directeur du Petit Collège. En 1840, il attire Frédéric Ozanam, fraîchement agrégé de lettres, pour enseigner en classe de rhétorique de 1840 à 1844.

#### La première société civile (1839-1847)
Le nombre des élèves étant toujours considérable, et, d'autre part, les difficultés de toutes sortes ne cessant d'augmenter, M. Buquet craint de ne pouvoir suffire à la direction du spirituel, s'il conserve en même temps la responsabilité du temporel. Il se décide à former une société civile qui prend pour elle les charges et les profits du collège, se déchargeant des soucis matériels. Il se réserve la direction proprement dite, c'est-à-dire le soin de la formation religieuse, morale et intellectuelle des élèves. Voyant d'ailleurs quelle force peut provenir d'un tel groupement de jeunes gens, il fonde également une association d'anciens élèves. La société civile s'engage d'une part à racheter les immeubles et jardins appartenant à l'abbé Augé depuis 1821, vente qui a lieu en 1838 et 1839, et d'autre part de reprendre le bail en cours avec la ville de Paris. Cette société est fondée pour une durée de vingt ans. Mais cette dernière année, le bail de la ville arrivant a expiration en 1845, la municipalité revend sans profit sa part à Léon Bérard de Chazelles et ses associés, MM. de Cacqueray, Gibon, Gouraud et Lebaudy.
Avant 1847, le premier collège Stanislas était situé dans la rue Notre-Dame-des-Champs, entre la rue Stanislas et la rue Bréa, à l'emplacement du boulevard Raspail.

#### Direction du père Joseph Gratry (1841-1846)

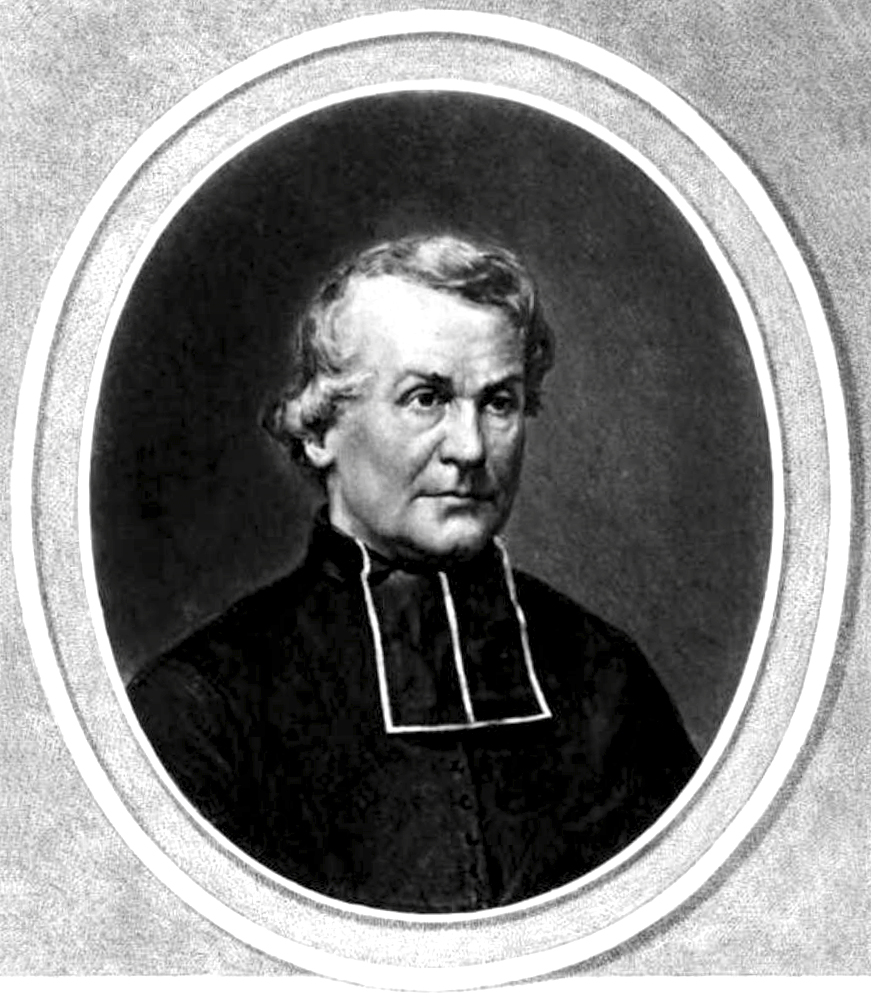
Joseph Gratry.

Après la retraite de l'abbé Buquet, les destinées de Stanislas sont confiées à l'abbé Joseph Gratry, philosophe, l'un des hommes marquants de l'histoire religieuse du XIXe siècle. C'est lui qui achève l'organisation des études au collège Stanislas, par la fondation de deux écoles préparatoires. L'une en 1841, l'école préparatoire aux travaux classiques, est destinée aux tout petits et a pour objet de leur rendre le collège attrayant en ne leur demandant que plusieurs travaux d'une extrême facilité, qui doivent les préparer à l'abord des études difficiles ; ce sont là les prémices des « cours d'enfants » qui se répandent par la suite. Mais, avant tout homme d'études de haut niveau, il se dévoue particulièrement à l'école spéciale préparatoire de Stanislas. Depuis longtemps, le Collège prépare ses élèves aux examens des écoles du gouvernement, mais l'École préparatoire proprement dite n'existe pas, faute d'un régime spécial. L'abbé Gratry le lui donne en 1842, en s'appliquant dans le choix sévère qu'il fait des professeurs et des élèves admis à cette nouvelle « école de mathématiques », dirigée par Paul Desains, et où enseigne Urbain Le Verrier. Le baccalauréat n'est pas encore exigé pour y être admis.

### Le nouveau Stanislas (1847-1855)

#### Direction du père Goschler (1846-1854)
En 1847, à la suite de problèmes financiers, le collège est contraint de quitter les hôtels Traversaire et de Fleury, pour se réfugier dans les locaux de l'ancienne brasserie Combalot, une brasserie lyonnaise ayant fait faillite. Cette brasserie était située au no 16 de la rue Notre-Dame-des-Champs (aujourd'hui no 22), dans l'ancien hôtel de Mailly dans le 6e arrondissement de Paris. En trois semaines, il faut tout aménager pour créer pensionnat et salles de cours. En 1850 la loi Falloux légalise la liberté de l'enseignement. Le privilège de l'ordonnance de 1821 faisant du collège Stanislas un collège particulier de plein exercice est maintenu par arrêté du ministre Félix Esquirou de Parieu du 29 mars 1851. Les professeurs fonctionnaires peuvent ainsi continuer à y enseigner. Cette disposition est abrogée par la loi de finances du 30 mars 1902, dans un contexte moins favorable à l'enseignement catholique, puis rétablie par celle de la loi du 30 mai 1941.

### Direction des pères marianistes (1855-1903)

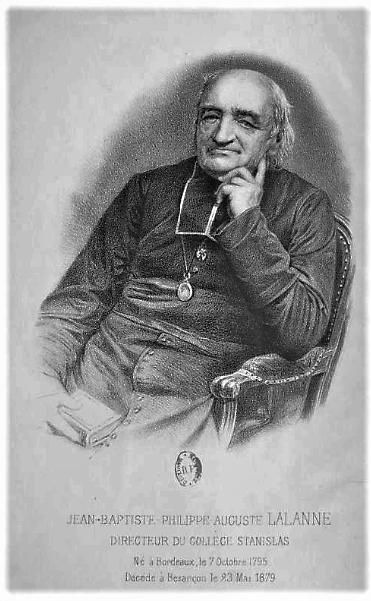
Portrait de Jean-Philippe-Auguste Lalanne.

#### Direction de l'abbé Lalanne (1855-1872)
Prêtre de la Société de Marie et ancien élève, l'abbé Jean-Philippe-Auguste Lalanne sauva Stanislas en travaillant au relèvement d'une œuvre qui avait failli périr quelques années plus tôt et qui ne semblait pas tout à fait sortie d'affaire. En 1855, il place le Collège sous la protection de l'Immaculée Conception, dont le dogme venait d'être défini l'année précédente. Depuis lors, la fête patronale du Collège est le 8 décembre.
La grande chapelle, ou chapelle du Grand Collège (démolie en 1970) est commencée en 1859 et dotée en 1861 d'un orgue Aristide Cavaillé-Coll.
En 1861 est acquis l'ancien hôtel de Silène (construit en 1777, qui appartenait à la princesse Cristina Trivulzio Belgiojoso, et qui renferme depuis les bureaux de la direction et du conseil d'administration. Cette acquisition permet à la Société de Marie de doubler l'emprise du Collège, et d'y bâtir plusieurs bâtiments neufs (démolis en 1965-1968), dont une seconde chapelle, la chapelle du Petit Collège, également dotée d'un orgue Cavaillé-Coll (replacé dans l'actuelle chapelle Notre-Dame-sous-Terre).
À la sortie de la guerre franco-allemande de 1870, est ouverte au sein du collège la première classe préparatoire civile à l'École spéciale militaire de Saint-Cyr, Stanislas devenant ainsi la première « corniche » de France. Les élèves préparant Saint-Cyr avaient l'habitude de se réunir sous une corniche de la cour d'honneur, lieu qu'ils durent défendre face aux assauts d'autres élèves souhaitant se l'approprier. N'y parvenant pas, ceux-ci les auraient alors par dépit surnommés les « cornichons ».
Dès 1870, l'abbé Lalanne, prenant la direction de l'Institut Stanislas de Cannes qu'il vient de fonder, demande à l'abbé Louis de Lagarde d'assurer l'intérim de la direction, mais ce n'est qu'en 1872 que ce dernier le remplace tout à fait.

#### Direction de l'abbé Louis de Lagarde (1872-1884)

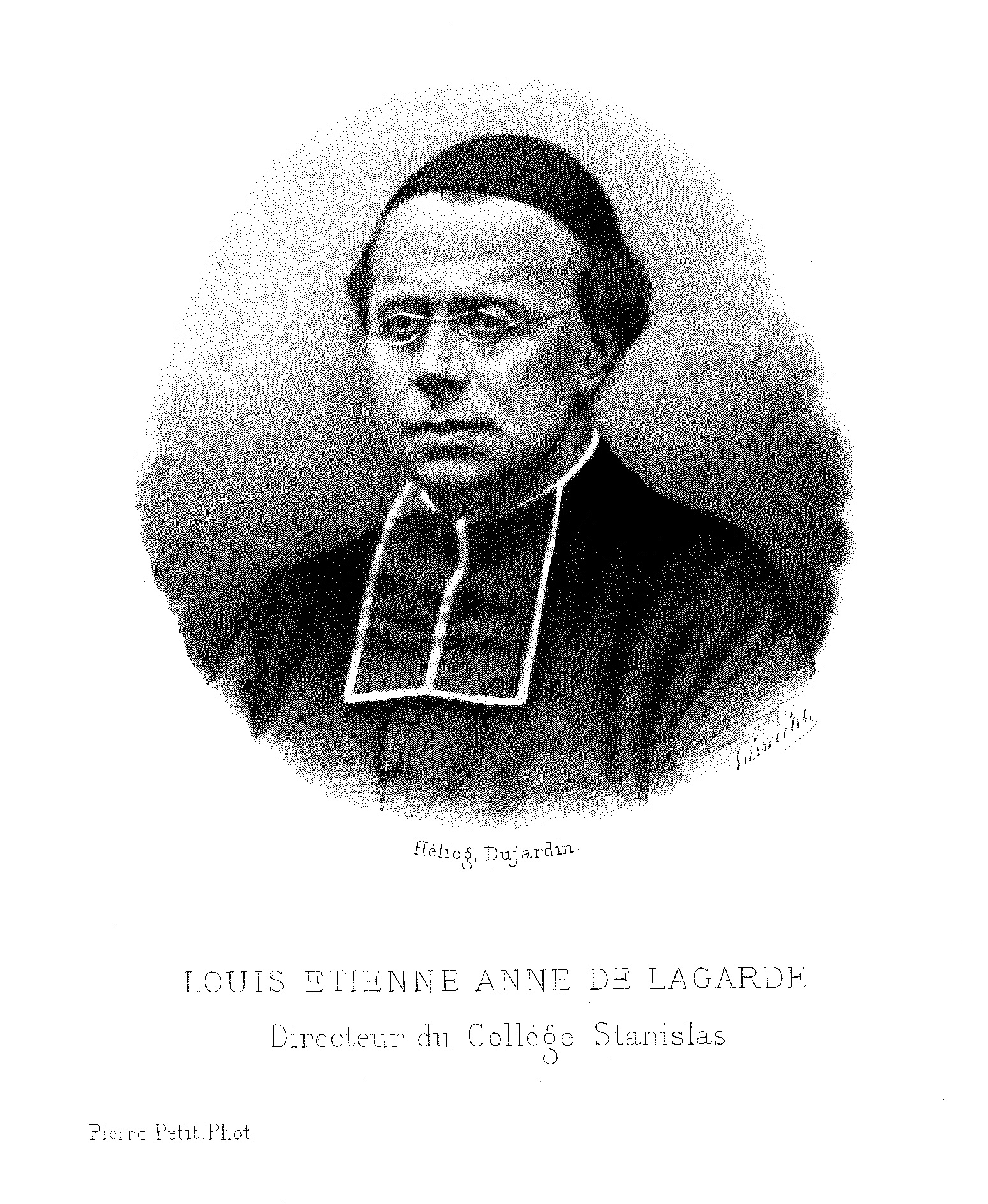
Louis de Lagarde.

Après la défaite de la bataille de Sedan de 1870 et la Commune de Paris, qui a mis en place la séparation de l’Église et de l’État, l'abbé Louis de Lagarde définit en ces termes la direction de Stanislas : « J’ai voulu opérer une féconde et indissoluble alliance entre les traditions religieuses et chevaleresques de la France. (…) Nous devons préparer les jeunes gens à une véritable croisade pour sauvegarder la religion, défendre la vérité et maintenir les principes fondamentaux de la morale et de la société ». Ainsi, la devise « Français sans peur, chrétien sans reproche », inspirée du chevalier Pierre Terrail de Bayard, est instaurée par l'abbé Louis de Lagarde.
Il entreprend la modernisation des bâtiments en faisant reconstruire la façade du 22, rue Notre-Dame-des-Champs, telle qu'elle existe encore, en un ajoutant un niveau et un comble mansardé. C'est à lui que l'on doit le salon rouge (ancien parloir), où se trouve son buste, offert par une souscription de ses élèves, et la galerie des portraits. En 1880, il fait acquérir une maison à Meudon (Bellevue) pour le dimanche des élèves, avec de grands terrains de jeux. Il y meurt en 1884 et est remplacé par son censeur et bras droit, l'abbé Florian Prudham.

#### Direction de l'abbé Prudham (1884-1903)
Prêtre de la Société de Marie et lui aussi ancien élève, l'abbé Prudham succéde au grand éducateur Lagarde. Il poursuit le programme de construction, notamment sur la rue du Montparnasse. Ces deux décennies sont le temps des beaux jours avant l'orage, où le Collège conserve son quota élevé de lauréats du concours général, ce qui ne manque pas de provoquer des controverses dans un climat de plus en plus hostile à l'enseignement confessionnel, qui plus est au sein de l'Université de France. En 1894 est fondée la classe de rhétorique supérieure. Le gouvernement prépare cependant une loi pour interdire aux congrégations religieuses d'enseigner. Les marianistes, en perdant leur statut, risquent de perdre tout ce qu'ils ont bâti. L'abbé Prudham, conscient de la gravité des événements, et cherchant un moyen de pérenniser l'établissement après lui, proposa aux anciens élèves de se cotiser et de se former en société immobilière. Il pourrait alors vendre les murs et le nom de collège Stanislas à cette société, plutôt que laisser l'État faire mainmise.

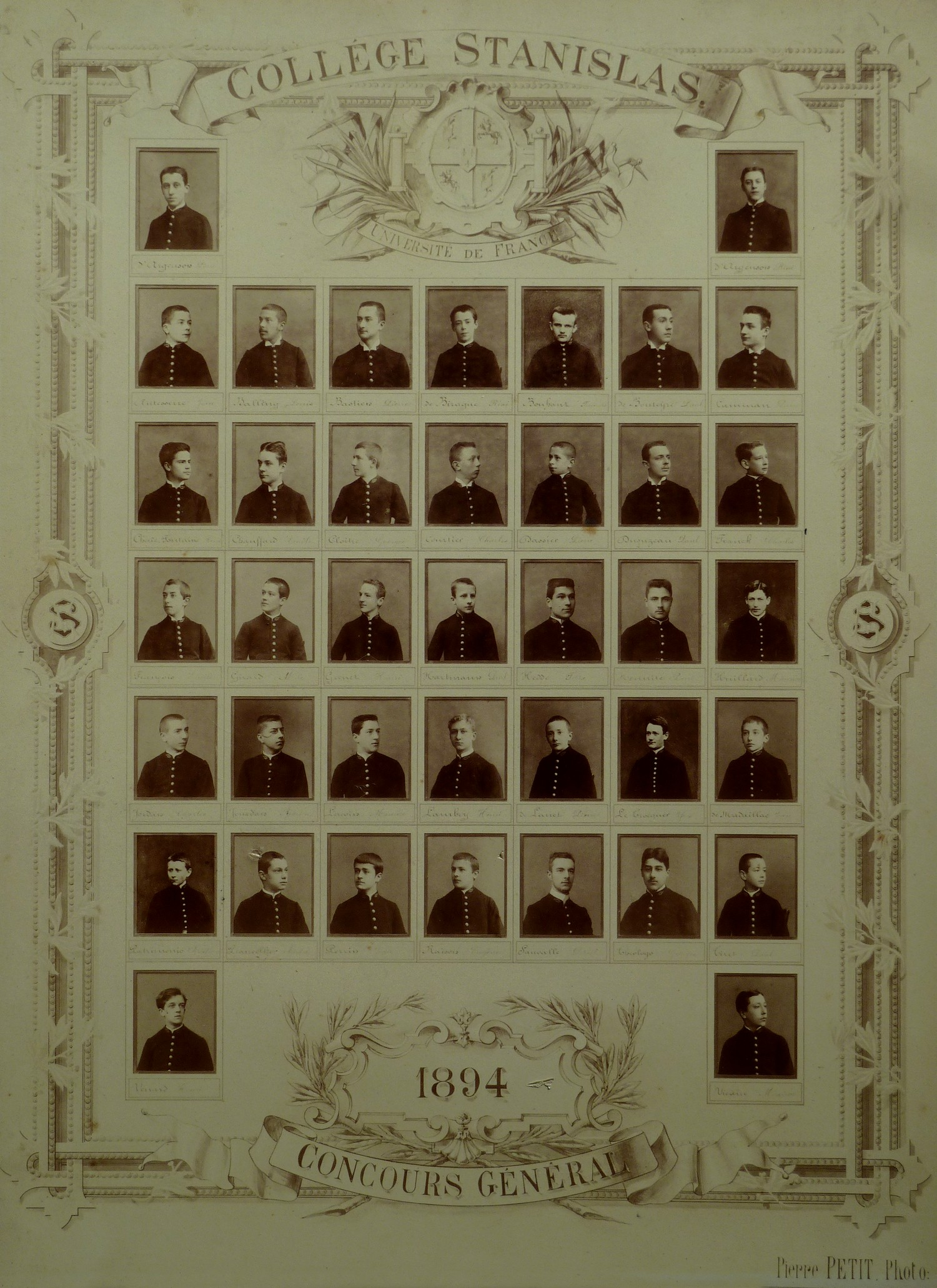
Panneau photographique des lauréats au concours général de 1894 par Pierre Petit.

En 1903-1904, l'établissement est ainsi transformé en société anonyme dont la majeure partie des actions est détenue par les anciens élèves de Stanislas. Cette opération fut établie en vue de sauver l'établissement d'une fermeture certaine, en conséquence des lois anti-congrégationnistes. L'abbé Prudham est quant à lui contraint de démissionner, mais s'installe à deux pas du Collège, mourant dix ans plus tard avec la satisfaction d'avoir sauvé Stanislas, et la reconnaissance de ses élèves d'avoir donné l'élan à cette société.

### Sauvetage du collège, nouvelle direction et Grande Guerre (1903-1931)

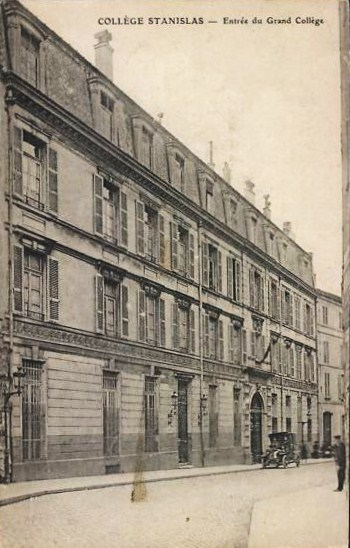
Le bâtiment du Grand Collège, sur la rue Notre-Dame-des-Champs.

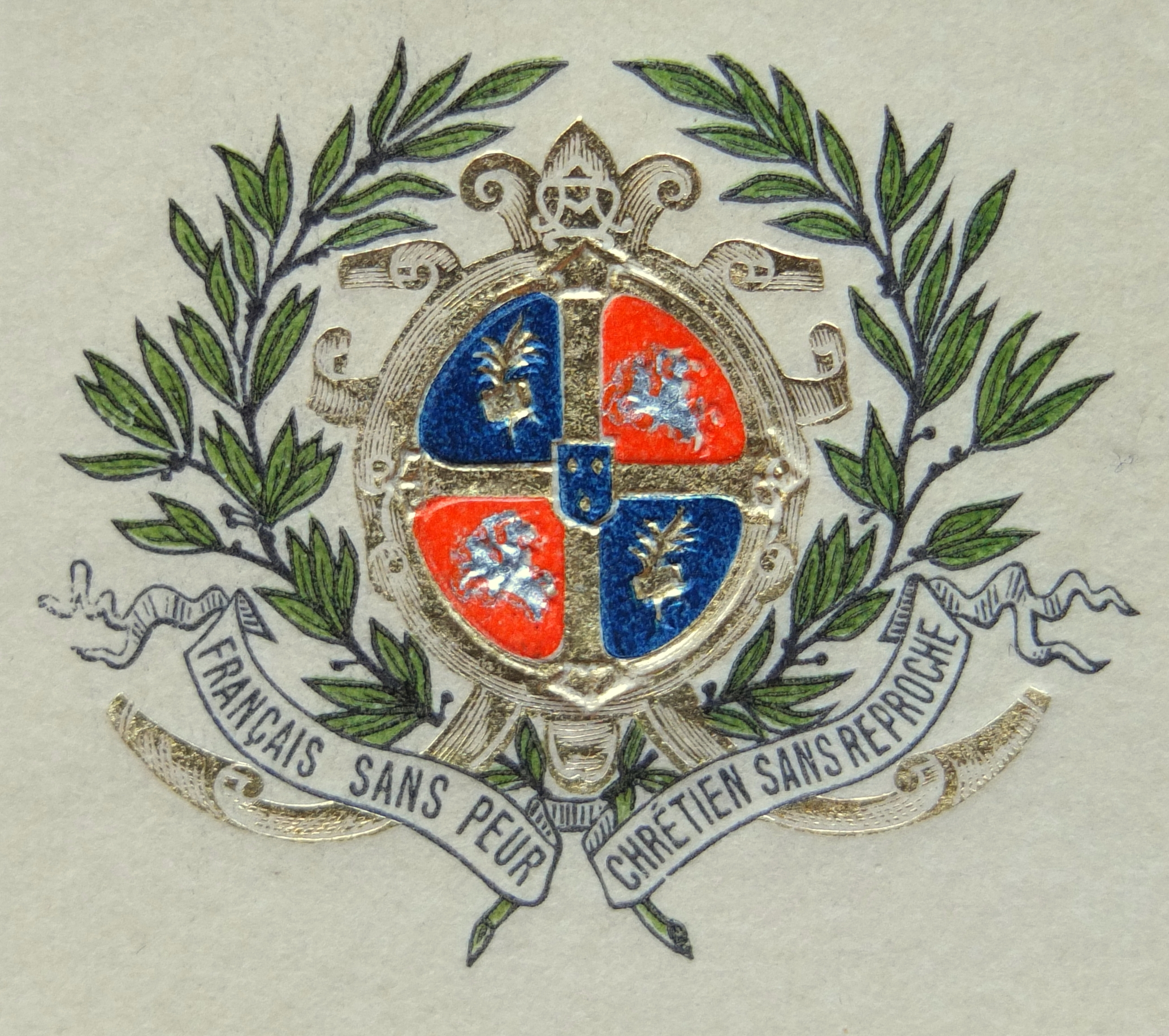
Armoiries en 1905.

#### Direction de l'abbé Pautonnier (1903-1920)
Le salut du collège Stanislas lui vient du dévouement de ses anciens élèves. Dès 1902, l'Association amicale des anciens élèves arrête le projet d'une société civile, à l'initiative notamment de l'abbé Prudham ; aux mois de novembre et décembre 1902, un capital de deux millions de francs est réuni. Le 1er mars 1903, l'abbé Prudham transmet la direction de son Collège à l'abbé Adrien Pautonnier, prêtre diocésain. Ce dernier était alors professeur de mathématiques élémentaires au Collège depuis 1883.
Au cours de l'été 1903, l'abbé Pautonnier a le difficile exercice de recruter des professeurs, afin de compléter son corps professoral amputé par les décrets anti-congrégationnistes. Il recrute notamment l'abbé Henri Petitmangin (reçu 3e à l'agrégation de lettres), qui y sera un professeur de latin très réputé jusqu'en 1937 : Henri Petitmangin a été l'auteur à succès de manuels de latin des classes de collège et de lycée, dont une célèbre Grammaire latine complète. À partir de 1912, il fait entrer le philosophe Jacques Maritain.
L'abbé Pautonnier travaille ainsi à la transmission des traditions du Collège, le plus délicat étant d'y maintenir la vie religieuse, compte tenu de la mise sous scellés des Chapelles. Enfin, par adjudication des 23 juillet et 22 octobre 1904, la propriété de l'immeuble et le titre du collège Stanislas sont définitivement attribuées à la « Société anonyme immobilière et d'enseignement libre », qui l'a conservée depuis. L'abbé Pautonnier peut organiser les fêtes du centenaire de son institution en 1905. Cette même année, les chapelles sont rendues au culte, en vertu de la loi séparant l'Église catholique de l'État (décembre 1905). Le nombre des élèves, qui avait baissé dans les années de trouble, monta à 910 en 1906, puis 1 100 en 1914. C'est dans cette période que sont élèves Georges Guynemer et Charles de Gaulle (1908-1909). Sur le plan pédagogique, dans la foulée de la suppression du concours général, l'abbé Pautonnier doit faire face aux nouveaux programmes de 1902. Il s'agissait de privilégier l'enseignement de la littérature moderne contre les langues anciennes, en particulier le latin.
La société anonyme acquiert des terrains entre 1911 et 1922 (comme l'hôtel de Mailly, datant du XVIIIe siècle), pour s'agrandir et bâtir les nouveaux bâtiments de ses classes préparatoires, avant et après la Seconde Guerre mondiale, sous la direction des abbés Beaussart et Méjecaze. D'importants travaux de restructuration sont effectués dans les années 1960 sous la direction de l'architecte Jacques Barge, à l'initiative de l'abbé Roger Ninféi, qui avait précédemment dirigé Sainte-Marie de Monceau, dans le 8e arrondissement de Paris de 1950 à 1960 puis l'ensemble scolaire Sainte-Marie Grand Lebrun à Bordeaux. Le grand bâtiment moderne, qui porte son nom, est inspiré par Le Corbusier. S'y sont ajoutés d'importants équipements sportifs : sept gymnases, deux piscines, deux murs d'escalade, etc.,[source secondaire souhaitée].

#### Ambulance chirurgicale durant la Première Guerre mondiale (1914-1919)
Assuré par les dames de l'Association des Dames de France (ADF), la transformation du Collège s'opère dès avril 1914. Dès le début du conflit, les blessés sont acheminés. Comme tout Paris, Stanislas est la cible des avions bombardiers Gotha G, qui infligent des dégâts et font des victimes. Pendant le premier conflit mondial, environ 900 anciens élèves laisseront leur vie au champ d'honneur, dont le jeune Guynemer et le général Albert Baratier en 1917.

#### Direction de l'abbé Labourt (1920-1924)
La direction de l'abbé Labourt est marquée par plusieurs achats immobiliers proposés par la Société, devenue propriétaire des locaux.

#### Direction de l'abbé Martin (1924-1928)
Ancien censeur du Collège, l'abbé Martin succède à l'abbé Labourt. Avec l'aide de Théodore Laurent, il procède à l'acquisition de nouveaux terrains, le long de la rue du Montparnasse.
La colonnade Louis XVI de l'hôtel de Silène (1777), côtoie des bâtiments des années 1960 de Jacques Barge ou plus récents (2011). Deux de ses portes ont été inscrites aux monuments historiques par arrêté du 22 février 1926, puis d'autres éléments de l'édifice ont été inscrits à leur tour par arrêté du 16 mars 1966.

#### Direction de l'abbé Beaussart (1928-1932)
Censeur remplaçant de l'abbé Martin pensant la Première Guerre mondiale, l'abbé Beaussart demande à l'architecte Gustave Chifflot de bâtir un nouveau bâtiment des classes préparatoires sur le terrain acquis récemment par son prédécesseur.

### Les fondations nouvelles (1931-1962)

#### Direction de François Méjecaze (1932-1962)
Dès 1936, à l'initiative de l'abbé François Méjecaze, directeur, la maison mère parisienne se dota de trois annexes : une à Paris, avec la reprise de l'école Saint-Léon ; une en 1938 à Montréal au Québec avec la fondation d'un nouveau collège Stanislas ; et une en 1940 au collège Stanislas de Nice avec la reprise du lycée Masséna. Stanislas de Paris les développa en leur accordant une grande autonomie, avant de s'en séparer dans le courant des années 1960. Le collège de Nice, à l'initiative de François Méjecaze, avait même mis en place un aérium dans un chalet à Annot (Alpes-maritimes), entre 1954 et 1963, collège de « plein air » appelé parfois « Stanislas des Monts ».
Quant au collège Stanislas de Cannes, existant déjà depuis 1866, il a eu une trajectoire différente. Les deux maisons de Paris et de Cannes ont été sous gouvernement marianiste jusqu'aux lois anti-congrégationistes de 1903.
Durant la Seconde Guerre mondiale, le 10 juin 1944 un groupe de douze élèves de grandes écoles, résistants, dont dix issus du lycée Stanislas de Paris, sont fusillés à Marcilly-en-Villette (Loiret). Les troupes allemandes sont arrivées après avoir fusillé un autre groupe d'une trentaine de résistants à La Ferté-Saint-Aubin,. Ces élèves avaient entre 17 et 21 ans, n'étaient pas armés et appartenaient au réseau Vélite-Thermopyles.

### Les reconstructions (1962-1994)

#### Direction de père Ninféi (1962-1970)
Après les trois décennies de la période Méjecaze, les défis des temps modernes s'imposèrent à Stanislas comme à l'ensemble de la société[Lesquels ?]. En 1965, à l'initiative du conseil d'administration et grâce aux qualités de bâtisseur du nouveau directeur, le père Roger Ninféi, marianiste, une partie importante des anciens bâtiments fut démolie, pour faire place à une nouvelle construction. Au printemps 1966, les travaux commencèrent et l'élément principal, un bâtiment de 7 étages en béton sur piliers dû à l'architecte Jacques Barge, comprenant près de 60 salles de classe et 3 gymnases. Il est inauguré le 18 novembre 1967. De même, quelques annexes furent ajoutées, comme le bâtiment Guynemer servant de foyer pour les étudiants, ainsi qu'un self moderne et un parc en lieu et place des anciennes cours et de bâtiments devenus vétustes.

#### Direction de l'abbé Ancel (1970-1982)
En 1970, l'abbé Ancel succède au père Ninféi, à charge de continuer la tranche suivante des travaux de rénovation du vieux Stanislas. La chapelle de 1859 est démolie pour laisser place à un parking souterrain, à un jardin arboré, à deux gymnases et au bâtiment « Méjecaze », construction également due à Jacques Barge et à sa fille Monique. Les travaux sont terminés en 1978. Dans le même temps, deux bassins de piscine sont ajoutés par l'Association sportive, complétant le complexe sportif du collège Stanislas.
En 1981, le ministre de l’Éducation nationale Alain Savary, lui-même ancien élève, s’étonne que les élèves des classes préparatoires de Stanislas aient pour professeurs ceux du lycée Saint-Louis. Jugeant le principe illégal en raison des caractères privé et public des deux établissements, les classes préparatoires sont fermées en 1983. En 1984, une réouverture « hors-contrat » est permise grâce à quelques professeurs agrégés. L’action judiciaire contre le gouvernement aboutit en 1986 à un rétablissement définitif et à la signature d’un contrat d’association.

#### Direction de l'abbé Rechain (1982-1994)
En 1982, François Marty nomme l'abbé Claude Rechain comme directeur. Jusqu'en 1992, Stanislas était un collège uniquement de garçons (depuis 1969 la maternelle et les classes préparatoires étaient cependant ouvertes aux jeunes filles)[réf. nécessaire]. Stanislas acquiert alors les bâtiments de l'Institution Notre-Dame-des-Champs (collège de filles) et la mixité fut alors progressivement introduite au collège et au lycée. Aujourd'hui encore subsiste au collège le choix entre des classes de garçons, mixtes ou de filles.
Les entrées se trouvent aux nos 6 et 28 de la rue du Montparnasse ; celle du 155 bis, rue de Rennes n'est plus utilisée. Constitués de locaux anciens et modernes, les bâtiments sont compris dans le pâté de maisons que forment les rues citées, à l'exception du bâtiment de l'angle des rues du Montparnasse et Notre-Dame-des-Champs, construit en 1988 par l'Institut supérieur d'électronique de Paris (ISEP).
La démolition des chapelles du XIXe siècle a permis la reconversion de l'ancienne cave de la brasserie en une chapelle souterraine. D'autres constructions ont eu lieu en 1974, en 1988, et plus récemment en 2009-2011 le long de la rue du Montparnasse.

### Direction laïque (depuis 1994)
En 1994, face à la pénurie des vocations sacerdotales, le cardinal confie la direction pour la première fois à un laïc. Jean-Marie Lustiger nomme le professeur Jacques Vauthier, docteur ès sciences, agrégé de mathématiques, directeur d'Unité de formation et de recherche à l'université Pierre-et-Marie-Curie (Paris VI). Ses successeurs sont l'abbé Guy Lafon, puis en 1998 le philosophe Henri Hude jusqu'en 2002.
En novembre 1997, une inspection de la commission de sécurité menace l'établissement d'une fermeture administrative pour des travaux de sécurité urgents estimés à plusieurs dizaines de millions de francs.
Après des années difficiles (affaire de pédophilie, dégradation des résultats), Daniel Chapellier, ayant auparavant dirigé le collège de Juilly et Saint-Martin-de-France, devient directeur, et le restera de 2002 jusqu'à la demande du cardinal André Vingt-Trois en 2015. L'effectif atteint le nombre de 3000 élèves. Les réalisations des années 1931-1940 et 1965-1970 ont nécessité une mise en conformité avec les nouvelles normes ainsi qu'un effort impérieux de modernisation. La rénovation a porté sur l'entretien général du bâti, la réfection des salles de classe, des chambres d'internat, de la restauration scolaire et des structures sportives. Cet effort commencé en 2002 se poursuit de nos jours. Un programme de reconstruction de certains bâtiments à partir de 2008 a été entamé.
À la rentrée 2007, la Manécanterie des Petits Chanteurs franciliens s'associe au collège Stanislas où elle est désormais basée (bureaux, répétitions). Elle y assure l'intégralité de son recrutement, profitant d'horaires intégrés à l'emploi du temps des collégiens.

## Controverses

### Communauté Saint-Jean
En 1994, l'aumônerie du collège Stanislas est confiée par le cardinal Lustiger à la communauté Saint-Jean, durant deux mandats de trois ans, jusqu'à ce que le cardinal, archevêque de Paris, les remplace en juin 2000 à la suite d'un certain nombre de « maladresses », notamment pour des « erreurs de casting manifestes ». Il est ainsi reproché à la communauté de « manquer de discernement » lors des recrutements, « une formation unilatérale qui prépare mal les frères aux tâches éducatives », ainsi qu'à une manière autoritaire d’imposer leurs croyances et façons de faire,. D'après le Canard enchaîné, les religieux auraient eu une influence excessive dans l'établissement, tant sur la sélection des élèves que du contenu des enseignements.
Selon Le Monde, la raison officielle de ce départ est liée au refus du diocèse de Paris, d'accorder à la communauté religieuse l’ouverture d'un prieuré à Stanislas pour mieux y loger les aumôniers et accueillir des prêtres de passage,. Selon la version officieuse, il s'agit d'une volonté du cardinal d'éloigner les Frères de Saint-Jean de l’école parisienne, au moment où plusieurs affaires de pédocriminalité et d’agressions sexuelles concernant la communauté Saint-Jean sont mises au jour,. Des problèmes de mœurs qui corroborent une « mise en garde » du 9 janvier 2004 de l'association d'Aide aux victimes des dérives de mouvements religieux en Europe et à leurs familles, qui relate que « des revues, cassettes et instruments sadomasochistes sont retrouvés dans l'appartement occupé alors par les frères de Saint-Jean » au sein de l'établissement,.

### Opposition au mariage pour tous
Le 14 novembre 2012, le directeur Daniel Chapellier adresse une lettre aux parents d'élève pour les inciter à s'opposer à la loi en faveur du mariage entre personnes de même sexe. L'établissement sert même la logistique de La Manif pour tous.

### Remise en cause du projet éducatif et des enseignements
Des enquêtes de L'Express, Mediapart, Le Monde et Brut mettent en cause à partir de juin 2022 « l’univers sexiste, homophobe et autoritaire de Stanislas »,,, ; après de nombreuses relances, le ministère de l’Éducation nationale ouvre une enquête administrative en mai 2023 « afin d’identifier d’éventuels dysfonctionnements » au sein de l’établissement, incluant un appel à témoignages,.
La presse nationale se fait l'écho que l'établissement privé sous contrat ne respecte pas ses obligations établies dans la loi sur les rapports entre l'État et les établissements d'enseignement privés, la loi Debré de 1959 : le catéchisme obligatoire, privilège des lycéens de l’établissement sur Parcoursup, tarifs d’enseignement et de pension très élevés malgré le financement public, homophobie latente, enseignement de la laïcité en formation civique problématique, éducation sexuelle très en dessous du temps prévu, et même quelques problèmes d’agression sexuelle,.
Après un signalement effectué par l'Inspection générale de l’Éducation nationale (IGEN) en octobre 2023 au titre de l’article 40 du code de procédure pénale qui oblige les fonctionnaires à signaler tout crime ou délit porté à leur connaissance, une enquête est ouverte notamment pour injure publique et incitation à la haine en raison de l’orientation sexuelle ou de l’identité de genre par le parquet des mineurs et est confiée aux services d'enquête judiciaire des commissariats du 5e et du 6e arrondissement de Paris. Une centaine de personnes sont auditionnées par les membres de l'IGEN. Les médias pointent les « insultes homophobes omniprésentes, les intervenants proches de La Manif pour tous demandant la chasteté aux élèves homosexuels, et les membres de l'Église invités pour vanter les thérapies de conversion, désormais interdites par la loi » et des « positions anti-IVG ».
Les conclusions des inspecteurs sont rendues en août 2023 à Gabriel Attal, alors ministre de l’Éducation nationale, qui est aussi personnellement alerté par un parent d'élève, mais ces conclusions ne sont pas dévoilées. Le 11 janvier 2024, Amélie Oudéa-Castéra, nouvelle ministre de l’Éducation nationale dont les enfants sont scolarisés à Stanislas, affirme ne pas avoir reçu ce rapport.
Mediapart obtient et rend public ce rapport d'environ trente pages le 16 janvier. Celui-ci révèle que le contrat d’association avec l’État est « imparfaitement respecté ». En particulier, tous les élèves doivent suivre une heure hebdomadaire d’enseignement de la religion catholique sous peine d’exclusion, contrairement à l’application de la loi du contrat d’association avec l’État, qui rappelle son caractère facultatif. Interrogée, la direction du Collège précise que les cours d’instruction religieuse sont effectivement obligatoires, contrairement aux cours de catéchèse destinés à la préparation de certains sacrements. Mediapart révèle l'année suivante que la conclusion de la lettre de mission accompagnant le rapport a été complété pour édulcorer le document, sans prévenir les inspecteurs chargés de l’enquête et de la rédaction du document. Les conclusions favorables à l'établissement sont abondamment utilisées à décharge dans les médias, notamment par la cheffe de l’Inspection générale de l'éducation, du sport et de la recherche (IGÉSR) Caroline Pascal, nommée par l'ancien ministre et élève de Stanislas Jean-Michel Blanquer, et par le directeur de Stanislas de l’époque, Frédéric Gautier. Deux des inspectrices assurent en 2025 que les inspecteurs n'auraient « jamais validé [la version finale adoucie], car il règne bien à Stanislas un climat homophobe, sexiste et autoritaire », contrairement à ce que dit la conclusion ajoutée,.
Néanmoins, Mediapart et Libération mettent en évidence un cours d’instruction religieuse durant lequel un intervenant extérieur aurait tenu des propos sur l’homosexualité et l'avortement que la direction de Stanislas « n'a pas jugés acceptables » et « qui dérivaient très largement par rapport à la position de l’Église ». La direction minimise la gravité des propos homophobes et sexistes, pénalement répréhensibles, tenus lors de ces cours. D’après le directeur de l’établissement Frédéric Gautier, l’intervenant a été « sanctionné » et « ne remet plus les pieds dans l'établissement ». Interrogé sur l'homophobie sur BFMTV, il reprend les mots du pape François à ce sujet, il ajoute : « Qui suis-je pour juger ? Je n'ai pas à juger de l'homosexualité en tant que telle mais à accueillir des personnes ».
Le rapport décrit également que l'établissement incite les étudiants à contourner Parcoursup en leur assurant d'avoir une place s'ils renoncent à inscrire d'autres écoles préparatoires dans leurs vœux, un procédé favorisant l'entre-soi dont a bénéficié le fils d'Amélie Oudéa-Castéra d’après Mediapart. Pour le directeur de Stanislas, personne n'est lésé dans cette procédure car « il y a largement de la place pour tous les autres élèves qui veulent postuler » (à noter qu'il y aurait 38 élèves concernés par ce procédé en 2023, sur près de 800 places en classes préparatoires). Il déclare qu'il sera procédé différemment si besoin,,,.
Après la publication du rapport, les sénateurs communistes Pierre Ouzoulias et Ian Brossat se joignent à l'association SOS homophobie pour signaler au procureur de la république de Paris les faits et demandent le « déconventionnement » du lycée au préfet de la région Île-de-France, préfet de Paris ; ils annoncent vouloir saisir le tribunal administratif en cas d'absence de réponse,.
Il[Qui ?] est vivement critiqué pour son choix d'avoir instauré des classes non mixtes au collège.
Le rapport du ministère dresse une liste de 15 recommandations qui « concernent en premier lieu l’établissement et doivent aussi faire l’objet d’un contrôle par l’autorité académique ». Malgré le « caractère propre » (c’est-à-dire son identité catholique et élitiste) invoqué par Stanislas, les inspecteurs proposent à l'établissement de « veiller, conformément au contrat d’association, à ce que les activités de catéchèse et de pastorale soient facultatives et n’empiètent pas sur les enseignements » ; « renforcer le contrôle sur les intervenants dans la catéchèse et l’information sur leurs responsabilités, afin de prévenir les propos contraires aux valeurs de la République, voire pénalement répréhensibles » ; « travailler à une évolution du projet éducatif et des règles de vie, notamment relatives à la tenue vestimentaire, afin de renforcer, conformément aux valeurs de la République, l’égalité filles-garçons et le respect des différences au sein de l’établissement » ; « mettre en place un protocole de circulation de l’information et de signalement en cas d’incident afin de protéger les élèves de propos ou d’actes contraires aux valeurs de la République, voire pénalement répréhensibles ».
Des anciennes élèves font également état de racisme au sein de l'établissement dans les années 2000, la direction actuelle de l'établissement indiquant que tout ce qui lui a été remonté après 2015 a été sanctionné.
Le Journal du dimanche (JDD) affirme en janvier 2024 que Mediapart détourne le rapport de l’IGÉSR pour accabler l'institution privée, en biaisant la lecture et en généralisant à tout l'établissement des faits isolés. Selon la déclaration de la cheffe de l’IGÉSR au JDD, l'enquête administrative de ses services n'a pas été rendue publique en vertu du Code des relations entre le public et l'administration. Le JDD relativise le nombre de témoignages à l'IGÉSR par rapport au nombre d'élèves, note que ces faits datent de la précédente direction, et pointe le champ lexical accusateur utilisé par Mediapart, L’Express ou Le Monde. Arrêt sur images pointe le conflit d'intérêts du journaliste du JDD, Raphaël Stainville, avec l'établissement catholique conservateur, notamment pour y avoir étudié en classe préparatoire, tout comme certains de ses enfants, ainsi que par la présence de son frère, François Jubert, comme censeur-directeur et membre de la direction de l'établissement.
Le collège Stanislas se trouve à nouveau sous les feux de l'actualité en février-mars 2024 : Amélie Oudéa-Castéra, ancienne championne de tennis et ministre des Sports, devenue ministre de l'Éducation nationale, est critiquée pour avoir, en 2009, retiré ses enfants scolarisés dans l'école publique de la rue Littré à Paris pour les placer au collège Stanislas, réputé élitiste et confessionnel. Elle invoque l'absentéisme récurrent et le non remplacement des enseignants absents, ce qui provoque un tollé chez les enseignants du secteur public, et dans l'opinion publique, d'autant plus que les diverses investigations journalistiques révèlent que le taux d'absentéisme dans l'école Littré est très faible et qu'en particulier l'institutrice des enfants de la ministre n'a jamais été en arrêt de travail durant les six mois de présence des enfants Oudéa-Castéra dans cette école. Cette polémique contraindra la ministre à démissionner, ne conservant, à titre provisoire, que le portefeuille de la Jeunesse et des Sports au sein du gouvernement Attal, qui "« expédie les affaires courantes » (et parmi elles l'organisation des Jeux olympiques d'été de 2024).
En avril 2025, alertée sur la modification du rapport d'inspection remis en août 2023, la commission d’enquête parlementaire « sur les modalités du contrôle par l’État et de la prévention des violences dans les établissements scolaires » envisage de programmer de nouvelles auditions, notamment celle de Caroline Pascal, et des quatre auteurs du rapport,. Ceux-ci confirment que Caroline Pascal, la directrice générale de l’enseignement scolaire, a ajouté dans la lettre envoyée au ministre le paragraphe de conclusion litigieux qui dédouane l'établissement, en contradiction avec le reste du rapport. La ministre Élisabeth Borne ne réagit pas.
Le contrôle effectué en mars 2024 mettait en évidence de nombreux manquements, et en 2025, une nouvelle inspection constate encore le non respect du caractère strictement facultatif de l’instruction religieuse, après quoi le ministère met en demeure l'établissement de prendre les mesures nécessaires, et rappele sa « vigilance » sur le déploiement « effectif » de l’EVARS, sans jamais cependant évoquer une rupture du contrat d’association.

### Financement d'investissement facultatif de la région
Selon Libération, le collège Stanislas a perçu 1,3 million d'euros de financement public au titre de l'année scolaire 2022-2023, concernant la part légal de l'établissement sous contrat avec l'État. La présidence à la région Île-de-France de Jean-Paul Huchon (PS) de 1998 à 2015, ne verse aucune subvention extra-légale à l'établissement. Depuis 2016, la présidence de Valérie Pécresse (LR) a accordé 8 millions d'euros pour les subventions de 215 établissements privés. En 2023, l'établissement perçoit 487 000 € de subventions d'investissement facultatives de la région, pour la réfection de deux ascenseurs et d'une centrale d'air.
Mediapart révèle le 26 août 2024 que la région a accordé au collège Stanislas 1,5 million d’euros d’argent public entre 2016 et 2023, au-delà de leurs obligations légales. Cette enveloppe de subventions d'investissement « facultatives » financent des travaux sur le bâti (agrandissement, rénovation énergétique, internat, ascenseur…), des équipements pédagogiques (tablettes numériques, manuels…) et parfois des aides sociales (bourses, cantine…).

## Dossiers judiciaires

### Affaire Hude
Le 16 juin 2000, le conseil d'administration décide d'arrêter un audit interne, commandé à Ernst & Young, sur la gestion passée qui intrigue son directeur, Henri Hude.
En 2001, Stanislas fait l'objet d'une enquête judiciaire du parquet de Paris, à la suite de dénonciations d'Henri Hude, sur d'« énormes erreurs de gestion », de « surfacturations » de prestation de ménage au bénéfice d'une filiale de la Générale des eaux, estimé à 60 millions de francs (9,15 millions d'euros) et de « travail au noir ». Celui-ci interroge également la provenance d'un don de 1,30 million de francs (8,5 millions d'euros), versé en 1985 par Francis Bouygues, suspecté d'être lié à d'éventuels projets immobiliers.
M. Hude s'appuye sur l'article 40 du code de procédure pénale, qui impose à toute personne ayant à gérer de l'argent public (l'établissement est sous contrat avec l'État) de dénoncer aux autorités ce qui apparaîtrait comme des irrégularités dans l'utilisation des fonds publics. Il dénonce la situation auprès de la Cour des comptes, le rectorat de Paris, le procureur de la République, le cardinal archevêque. L'enquête préliminaire, est confiée à la brigade financière.
Le directeur est licencié pour faute lourde, par le conseil d'administration au motif que ses dénonciations portent gravement préjudice à la réputation de Stanislas. Celui-ci conteste son licenciement. Différentes inspections et enquêtes sont dépêchées par les autorités publiques.
Cette enquête n'est pas concluante et n'entraînant pas de poursuites judiciaires[source secondaire souhaitée],.
En 2023, Henri Hude concède qu'un accord de confidentialité le lie à l'institution.

### Affaire Amoros: tentative de viol
Jean-Yves Amoros est éducateur et salarié de l’association Loisirs-Culture-Stanislas durant 31 ans ; il loge à Stanislas, jusqu'à son interpellation en 1998. Le week-end, il est diacre à la cathédrale Notre-Dame de Paris.
Jean-Yves Amoros admet son attirance sexuelle pour sa victime agée de 14 ans au moment des faits survenus en 1985-1986, alors qu'il était âgé de 51 ans,,,. Il reconnait lui avoir imposé de multiples fellations et masturbations, mais les faits d'agressions sexuelles, prescrits, ne peuvent être jugés. D’autres faits similaires, antérieurs et postérieurs à celui-ci sont également révélés au cours de l'audience. Amoros achetait le silence de ses victimes avec des cadeaux. Lors du procès, l'avocat général dénonce le « laxisme de l'encadrement » et « la loi du silence » alors que le « penchant pédophile » de l’éducateur était connu dans l’établissement,,.
En 2003, Jean-Yves Amoros est condamné à sept ans de réclusion criminelle pour tentative de viol sur l'élève de 5e de l'établissement lors d'un séjour à Courchevel,,.

### Affaire Seguin: agressions sexuelles
L’abbé Guillaume Seguin est responsable de l’aumônerie de Stanislas jusqu'en 2009, puis de Saint-Jean-de-Passy. Une procédure canonique initié en 2018 par le diocèse de Paris le condamne en septembre 2020, pendant une durée de cinq ans, « à ne plus pouvoir exercer d’accompagnement spirituel ainsi qu’à ne plus pouvoir confesser en dehors de son ministère d’aumônier d’hôpital » pour deux agressions sexuelles, dont l’une se serait déroulée pendant la confession, en septembre 2000, sur un jeune homme de 17 ans, interne en classe préparatoire au collège Stanislas. Cependant, l'instruction judiciaire, ouverte en 2019, est « classée sans suite le 7 décembre 2020 pour infraction insuffisamment caractérisée » par le parquet de Paris.
La condamnation ecclésiastique du prêtre, révélé en juin 2023 par Le Monde et le magazine catholique Golias, entraîne deux jours plus tard sa suspension à titre conservatoire de l’aumônerie de l’hôpital Cochin par l’Assistance publique - Hôpitaux de Paris,.

### Affaire Parent: consultation pédopornographique, agression sexuelle et harcèlement moral, viol sur mineur, violences volontaires
Les faits visent Olivier Parent, directeur de l'internat Ozanam de Stanislas composé de quatre cents élèves des classes préparatoires âgé de 16 à 20 ans et professeur de musique de 2014 à 2018 auprès des enfants de 13-14 ans,. Il travaille au sein de Stanislas de 2013 à 2018 et dispose sur place d'un logement de fonction. En 2013, il quitte les Apprentis d'Auteuil, où il était directeur adjoint, et engagé par le directeur Daniel Chapellier, — lui-même soupçonné d'agressions sexuelles —,. Il a également travaillé au sein de l'école Saint-Martin-de-France avec Daniel Chapellier.

#### Licenciement pour consultation de site pédopornographique
Fin septembre 2018, la direction du collège découvre qu'il consulte « de manière régulière » sur son lieu de travail, des sites jugés pédopornographiques sur son ordinateur professionnel,,. Il admet regarder des sites pornographiques auprès de la direction,. Les faits sont signalés au procureur et au rectorat le 23 octobre,.
Le 2 novembre 2018, il est licencié pour « faute lourde ». L’enquête pénale ouverte en décembre est classée sans suite le 9 avril 2019 au motif qu'il n'a pas été démontré la présence de mineurs sur les sites consultés. Lors de l'enquête pénale, les juges précisent que des faits datant de la fin des années 1980 le visant ont été « signalés comme faisant l’objet de faits de viol couverts par la prescription »,,.
Alertée fin février 2020 par d'anciens élèves, la direction de Stanislas refuse d'émettre un appel à témoignages pour protéger « la réputation » du lycée, s'appuyant sur des « raisons juridiques pour lesquelles l’établissement ne pouvait communiquer publiquement sur le motif du licenciement et du premier signalement, classé sans suite (procédure en cours, présomption d’innocence, droit du travail, prescription) »,,.
Fin mai 2020, M. Parent démissionne de l’Éducation nationale.
Sa plainte aux prud’hommes est rejetée en juin 2020 et son licenciement est confirmé en appel au motif qu'il « consultait des images de jeunes adolescents du même âge que les élèves de l’internat [...]. L’établissement scolaire a une obligation de sécurité de résultat vis-à-vis des élèves et devait prendre les mesures nécessaires afin d’assurer l’intégrité physique et morale des enfants ». Il est condamné à verser 12 000 € de dommages et intérêts.

#### Plainte pour agression sexuelle et harcèlement moral
Mi-novembre 2020, un parent d'élève contacte l'évêque auxiliaire Thibault Verny, chargé de la coordination de la lutte contre les abus au diocèse, qui fait un signalement au procureur de la République de Paris. Une enquête est ouverte le 17 novembre 2020 à la suite d'un signalement concernant des faits « d’agression sexuelle par personne ayant autorité, violences dans un établissement scolaire et harcèlement moral ».
En janvier 2021, à la suite de la médiatisation de l'affaire par Le Monde, le directeur Frédéric Gautier informe officiellement les parents d'élèves et les anciens élèves du professeur, des accusations qui pèsent contre M. Parent.

#### Plainte pour viol sur mineur par personne ayant autorité
Il est placé en garde à vue le 25 janvier 2024 et mis en examen pour des faits supposés, de « viol sur mineur par personne ayant autorité » commis entre le 30 juin et le 1er juillet 2001 au sein de l’internat de l'école Saint-Martin-de-France à Pontoise (Val-d’Oise),,.

#### Violences volontaires
En février 2024, M. Parent est poursuivi pour des faits de violences volontaires commises envers six anciens élèves de classe préparatoire de Stanislas. Plusieurs anciens élèves dénoncent les pratiques humiliantes, intrusives et violentes de la part du professeur. Actes de violence qu'il dément.
Les faits signalés sont des « coups de cravache, des coups de pied, des claques derrière la tête, des placages au sol, des insultes, ainsi qu’une emprise psychologique » et des « relations inquiétantes, d’emprise, de brimades, de gestes déplacés à caractère sexuel, de violences physiques et morales » commis de 2012 jusqu’en 2018.
Le Monde décrit « des fouilles dans les chambres des internes, des insultes envers des élèves, des propos homophobes ou racistes ». À l'inverse son comportement est « plus tactile [ou] plus voyeuriste » avec « ses chouchous », qu'il pouvait inviter « dans son appartement à boire du whisky » ou attendre « à la sortie de leur douche ». Il se défend des accusations qui lui sont faites. Après plusieurs signalements, la direction ouvre une cellule d’écoute cinq mois après les révélations du Monde,.
Le 9 septembre 2024, il est condamné à un an de prison avec sursis et à une interdiction d’exercer une activité impliquant des contacts réguliers avec des mineurs pendant cinq ans par le tribunal correctionnel de Valenciennes,,.
Plusieurs anciens élèves dénoncent « le silence assourdissant de la direction du Collège Stanislas ».

### Affaire Chapellier: agression sexuelle
Daniel Chapellier est un professeur d’anglais et chef de Maison à l'école Saint-Martin-de-France, directeur d'établissement du collège de Juilly (Seine-et-Marne) de 1983 à 1995, directeur du collège Stanislas de 2003 à 2015 puis directeur de Saint-Jean-de-Passy par intérim.

#### Agression sexuelle sur mineur de moins de 15 ans
En février 2021, il est visé par une plainte déposée par les parents d'un collégien de Saint-Jean-de-Passy, à qui il lui aurait notamment demandé de pratiquer une fellation. Il est mis en examen pour « agression sexuelle sur mineur de moins de 15 ans » le 11 février 2021,,, placé en garde à vue quarante-huit heures puis remis en liberté sous contrôle judiciaire.
Il nie les faits qui lui sont reprochés, mais 23 anciens élèves décrivent auprès de France Télévisions un homme « obnubilé par la sexualité des adolescents », à la « curiosité malsaine », aux « agissements inappropriés »,,. Il nie avoir une attirance sexuelle pour les enfants et rejette l'homosexualité malgré la présence dans son historique de recherche web de « jeunes garçons se masturbant », d'une cinquantaine de photos sexuelles entre garçons adolescents ainsi que de nombreuses images de pornographie gay entre adultes dans son ordinateur. Le 16 février 2021, il porte plainte pour « dénonciation calomnieuse », puis conteste sa mise en examen.
Le 18 février, Le Point met en doute l'impartialité du procureur de la République de Paris, Rémy Heitz, à la lecture de la rapidité — moins de 10 jours — avec laquelle se sont enchaînés sa mise en examen, sa garde à vue et son contrôle judicaire. La situation pousse Le Point à faire le lien entre le plaignant, qui est, selon le périodique, le petit-fils d'un ancien ministre, et Rémy Heitz, qui fut, un proche collaborateur de ce ministre. Afin de lever toute ambiguïté, le parquet de Paris réclame au parquet général le dépaysement de l'affaire.
Sa mise en examen est confirmée par la cour d’appel de Versailles le 14 septembre 2022. Daniel Chapellier forme un pourvoi devant la Cour de cassation.
Le 28 novembre 2024, le parquet de Nanterre demande le renvoi de l’ancien directeur devant le tribunal correctionnel, sur des « indices graves et concordants »,.

#### Non-dénonciation d’agression sexuelle
En octobre 2018, Daniel Chapellier adresse un courrier adressé à sa belle-fille, juge des enfants, au sujet d'un éducateur de Stanislas, M. Parent, qui consulte régulièrement un « site pédophile ». Il s'inquiète de son licenciement, alors qu'il n'est plus chargé de la direction de l'établissement Stanislas, et des conséquences pénales à venir pour « cet excellent éducateur ». Il l'interroge à ce sujet sur les obligations de l'établissement à l'égard de la justice.
À l'occasion de l’enquête, les policiers découvrent que le chef d’établissement mis en examen pour agression sexuelle, Daniel Chapellier, était également assesseur au tribunal pour enfants.
Trois anciens élèves du collège de Juilly accusent Daniel Chapellier d’avoir couvert un de ses cadres, soupçonné d’avoir commis des attouchements sur des élèves.

#### Discrimination à l'embauche en raison de l'orientation sexuelle
En février 2024, un ancien candidat raporte auprès de Libération avoir été choqué en 2012, de la teneur de l'entretien d'embauche pour une poste d'assistant d'anglais qu'il a eu avec Daniel Chapellier pour intégrer Stanislas. Lors de cet entretien le directeur lui aurait soumis des questions pouvant relever de la discrimination à l'embauche, tel « Est-ce que vous couchez avec des hommes ? » ou après lui avoir montré les photos d'élèves garçons, « Est-ce qu'ils vous attirent ? ».

### Plainte pour discrimination homophobe
En 2022, une « brillante élève de Stanislas » primée du 3e « prix d’excellence du lycée », scolarisée depuis 2013, est exclue définitivement par le directeur Frédéric Gautier et le censeur-directeur François Jubert, « en dehors de tout conseil de discipline et sans l’avis des professeur·es, parce qu’elle “ne respectait pas l’esprit de Stanislas” », après avoir dénoncé les propos homophobes et racistes de membres du personnel,.
Le 26 janvier 2024, les associations STOP Homophobie et Mousse déclarent porter plainte contre l'établissement pour discrimination à la suite de l'exclusion de cette élève,,,.
Le 5 mai 2025, une seconde plainte est déposée par la même élève concernant le rapport de l'IGÉSR de juillet 2023 et ses potentielles modifications avant publication.

### Plainte pour agression sexuelle
Le 1er février 2024, le rectorat de Paris suspend administrativement, durant quatre mois, un professeur d’histoire-géographie de 63 ans, ancien professeur à l’école du Louvre jusqu'en 2020, enseignant à mi-temps au collège Stanislas et au lycée Notre-Dame de Sion de Paris, à la suite d'une plainte pour agression sexuelle.
Une étudiante de l'école du Louvre porte plainte contre l'enseignant après avoir signalé des accusations à la cellule interne sur les « violences sexistes et sexuelles ».
Un membre de l’équipe enseignante de Stanislas précise à Marianne que le professeur s’est par le passé fait « remonter les bretelles à plusieurs reprises, [...] en raison de propos inappropriés tenus à l’égard d’élèves de l’établissement ».

## Financements et tarifs
En 2012, l'inscription en pension complète en internat coûte 9 600 €.
En 2023, les tarifs annuels de scolarité allaient de 1 208 € à 2 027 €, auxquels s'ajoutent 1 354 € en demi-pension ou 10 252 € en pension complète. L'établissement réalise un chiffre d'affaires de plus de 3 millions d'euros la même année, tout en bénéficiant d'un financement public d'1,3 million d'euros, auquel s'ajoute près d'un demi-million d'euros, à la légalité contestée, de subventions d’investissement pour « des travaux de mise aux normes et de mise en accessibilité » octroyées par la région Île-de-France dirigée par Valérie Pécresse,.
À la suite de la publication par Mediapart en janvier 2024 d'un rapport administratif de l'inspection générale de l'Éducation nationale, la ville de Paris suspend le financement de l'établissement (1,3 million d’euros) à titre conservatoire,, puis le rétablit après que le directeur de l'établissement assure avoir pris plusieurs mesures de mise en conformité en décembre 2024. La région Île-de-France annonce attendre les conclusions du rapport d’inspection de l’Éducation nationale demandé en 2023 avant de suspendre les subventions, tout en reconnaissant des « manquements », malgré les demandes de nombreux élus d'opposition. À la suite de la publication du rapport d'inspection, la région conditionne le maintien du financement de cet établissement au maintien du contrat d'association par l'État.
Le 28 août 2024, le député Paul Vannier saisit le parquet de Paris sur la collecte des données de la religion des étudiants par l'établissement, et envoie un courrier à la préfecture de Paris, demandant le démarrage d'une enquête pouvant aboutir à « la rupture du contrat d’association ».

## Administration

### Directions
Le directeur, depuis la rentrée 2024, est Igor le Diagon, qui succède à Frédéric Gautier après son départ à la retraite. Igor le Diagon était auparavant le directeur de Marcq Institution, dans la métropole lilloise.

Il est assisté d’un directeur académique pour l’école primaire et de trois censeurs-directeurs pour les collège, lycée et classes préparatoires[réf. nécessaire].
- 1804-1824 : abbé Claude Rosalie Liautard, fondateur,
- 1824-1838 : abbé Jean-Baptiste Augé, cofondateur,
- 1838-1841 : abbé Louis-Charles Buquet, nommé évêque in partibus de Parium,
- 1841-1847 : abbé Joseph Gratry,
- 1847-1854 : abbé Isidore Goschler,
- 1855-1871 : abbé Jean-Philippe-Auguste Lalanne, s.m.,
- 1871-1884 : abbé Louis de Lagarde, s.m.,
- 1884-1903 : abbé Florian Prudham, s.m.,
- 1903-1920 : abbé Adrien Pautonnier,
- 1920-1924 : abbé Jérôme Labourt,
- 1924-1928 : abbé François Martin,
- 1928-1932 : abbé Roger Beaussart, devenu évêque auxiliaire de Paris,
- 1932-1962 : abbé François Méjecaze,
- 1962-1970 : père Roger Ninféi, s.m.,
- 1970-1982 : chanoine Georges Ancel,
- 1982-1995 : abbé Claude Rechain,
- 1995-1996 : Jacques Vauthier,
- 1996-1997 : abbé Guy Lafon,
- 1997-2001[62] : Henri Hude,
- 2001-2002 : Benoît Richard (intérim),
- 2002-2015 : Daniel Chapellier,
- 2015-2024 : Frédéric Gautier,
- 2024 : Igor Le Diagon.

### Présidences
- Philippe Descourtieux[63]
- Jacques Piot[62],
- Dominique Girard[62],[18]

### Liens avec l'Église
Sur le plan juridique, l'administration de Stanislas est dirigée par le conseil d'administration de la société anonyme (SA), composé essentiellement d'anciens élèves cooptés. À la différence de l'enseignement catholique, le lien avec l'Église catholique passe par une convention juridique avec l'archevêché de Paris et non par un diocèse. Ce qui limite le pouvoir d'intervention de l'archevêché dans l'institution.
Ce fonctionnement est source de tension entre les deux institutions, mise au jour lors de la révision de la convention de 1998.

## Professeurs et aumôniers

### Professeurs
- Patrick Marie Aubert
- Jean Baruzi
- Alfred Baudrillart, de l’Académie française
- Maurice Blondel
- Guy Boulizon
- Auguste Bravais, de l’Académie des sciences
- René Cagnat (1876-1880), de l’Académie des inscriptions et belles-lettres
- Jean Capelle
- Honoré Chavée
- Félix Clément
- Hermann Cohen
- Philippe Contamine, de l'Académie des inscriptions et belles-lettres
- Louis Dausset
- Albert David-Sauvageot
- Paul Desains
- Paul Desjardins
- René Doumic, de l’Académie française
- Gustave Dupont-Ferrier, de l'Académie des inscriptions et belles-lettres
- Paul-Victor Fournier
- Amédée Gastoué
- Henri de Gaulle
- René Georgin
- Prosper Guérin
- Henri Lacordaire o.p., de l’Académie française
- Pierre-Sébastien Laurentie
- Urbain Le Verrier
- Victor Adolphe Malte-Brun
- Marcel Marion
- Jacques Maritain
- Louis Petit de Julleville
- Frédéric Ozanam
- Henri Petitmangin, célèbre latiniste et érudit
- Jacques Rivière
- Émile Trolliet
- Vincent Warnier

### Prédicateurs
Conférences de Carême :
- Henri Lacordaire, de 1834 à 1836.
- Louis-Gaston de Ségur de 1859 à 1864.
- Maurice d'Hulst de …1870-1871... (?)

### Aumôniers
- Jean-Claude Boulanger, évêque de Bayeux
- Dominique Rey (1984-1985), évêque de Fréjus-Toulon
- Louis-Gaston de Ségur

### Surveillants (jusqu'auXXesiècle)
- Pierre-Henri Bouchy[118]
- Enguerrand Guépy
- Gilbert Mury
- Ernest Renan
- Raoul Villain

## Enseignements

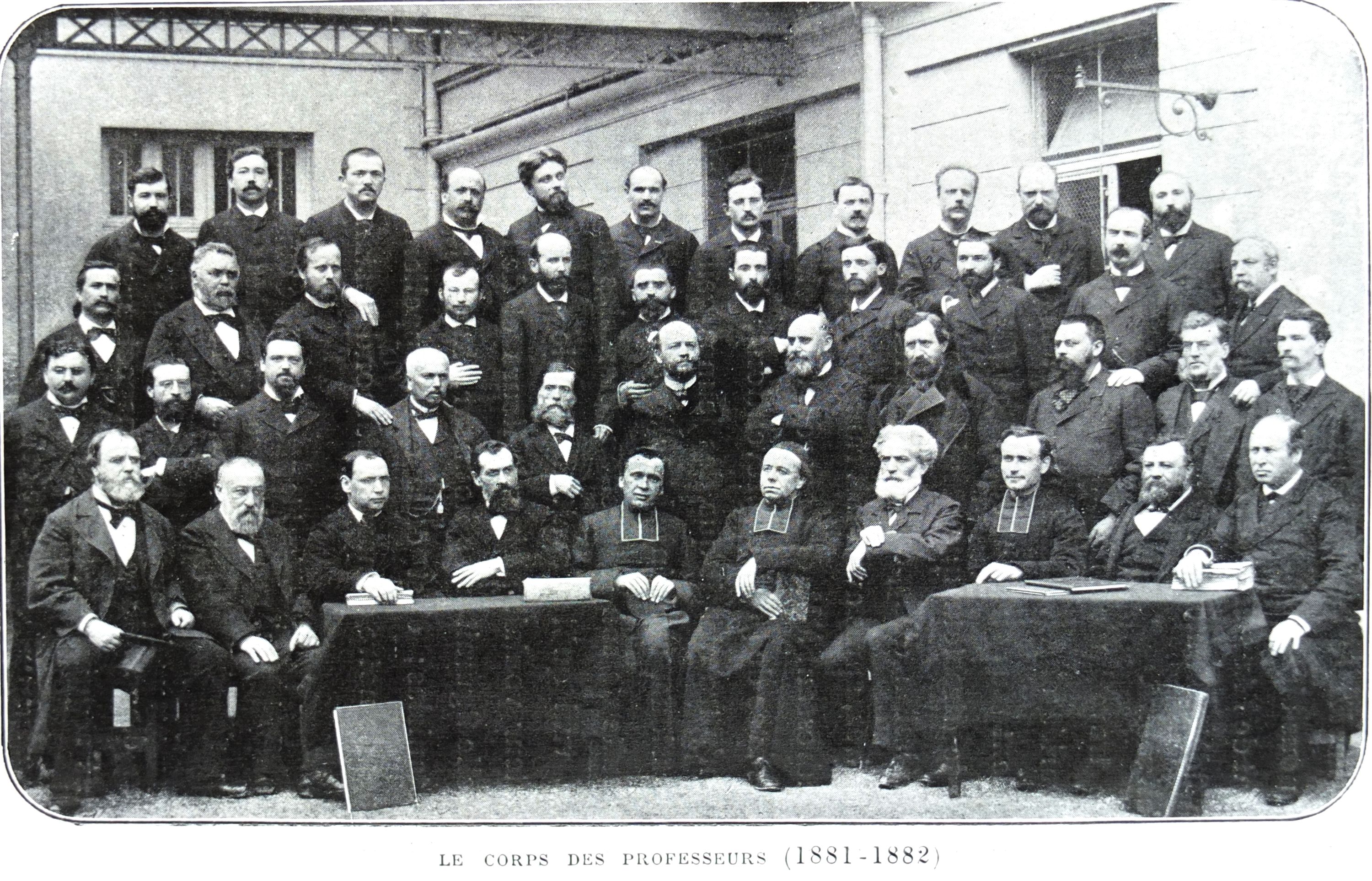
Le corps professoral au collège en 1881-1882.

Depuis 1804, cette institution a failli plusieurs fois disparaître ; son maintien dans le cadre de l'éducation catholique est dû à plusieurs de ses directeurs et anciens élèves.
Sur le plan de son histoire pédagogique, la mixité y a été introduite à la même époque dans les classes préparatoires aux grandes écoles (CPGE), puis en 1992 au collège et au lycée, tout en conservant des classes non mixtes. L'internat était réservé aux étudiants masculins jusqu'à l'ouverture d'un internat de filles en 2013.

En septembre 2013, l’animation des séances d’« éducation affective, relationnelle et sexuelle » est confié à la sexologue Thérèse Hargot-Jacobdans pour l'ensemble des niveaux de l'établissement,.

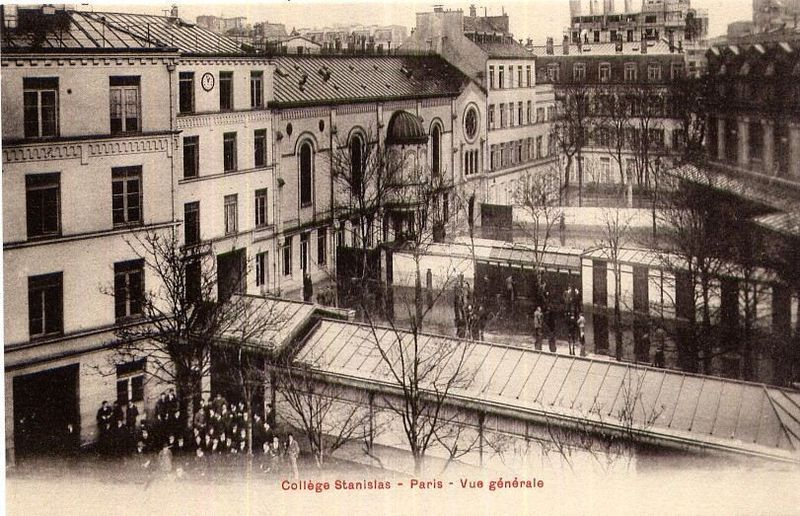
Anciens bâtiments du collège Stanislas, carte postale.

### Concours général
En 1890, un nombre important de prix de concours général, 70 nominations, revient à des élèves formés au collège Stanislas. Il était alors réservé aux élèves des établissements publics parisiens et des collèges privés appartenant à l'Université de France. La presse écrite parisienne favorable aux règlements anti-congrégationnistes s'empare une nouvelle fois de ce fait, mais avec plus de vigueur de l'année précédente. Une polémique s'ensuit, qui aboutit à un décret de 1902 interdisant la participation des collèges privés : en fait le collège Stanislas et le collège Sainte-Barbe. Devant le peu d'entrain des élèves des grands établissements publics à participer au concours de 1903, le concours général est supprimé en 1904 et rétabli seulement en 1922.

### Reconnaissance et distinctions
Ses élèves sont régulièrement primés au concours général depuis 1824, ce qui lui vaut la colère de la presse républicaine à la fin du XIXe siècle, dans un contexte d'anticléricalisme violent[réf. nécessaire]. Dans son édition de 1896, le guide Paris-Parisien y voit « deux camps très tranchés : fils de famille et domestiques ». Une association d'anciens élèves est créée en 1865, reconnue d'utilité publique en 1877. Charles de Gaulle a été élève à Stanislas en 1908-1909 et l'abbé Henri Petitmangin, agrégé de lettres, auteur d'une grammaire latine renommée, y a enseigné jusqu'en 1937.
En 2018, le lycée se classe 7e sur 108 au niveau départemental quant à la qualité d'enseignement, et 12e sur 2 277 au niveau national. Le classement s'établit sur trois critères : le taux de réussite au bac, la proportion d'élèves de première qui obtient le baccalauréat en ayant fait les deux dernières années de leur scolarité dans l'établissement, et la valeur ajoutée (calculée à partir de l'origine sociale des élèves, de leur âge et de leurs résultats au diplôme national du brevet).
Le lycée Stanislas figure souvent dans les premières places des classements des meilleurs lycées de France,. Il est par ailleurs régulièrement classé en tête du classement du Figaro des meilleurs établissements scolaires privés du pays,,, notamment pour ses mentions au baccalauréat, soit 100 % en 2022.

### Classe préparatoire aux grandes écoles
Le lycée abrite aussi des classes préparatoires aux grandes écoles (CPGE) littéraires (Khâgnes B/L), économiques et commerciales (ECS), scientifiques (MPSI, PCSI, MP, PC, PSI). Jusqu'aux années 1970, il possédait une « corniche » intégrée (préparation à l'École spéciale militaire de Saint-Cyr), qui a été d'ailleurs le lieu où Charles de Gaulle avait préparé le concours d'entrée, au cours de l'année scolaire 1908-1909.
En 2015, L'Étudiant donnait le classement suivant pour les concours de 2014 :
| Filière | Élèves admis dans une grande école* | Taux d'admission* | Taux moyen sur 5 ans | Classement national | Évolution sur un an |
| --- | ----------------------------------- | ----------------- | -------------------- | ------------------- | ------------------- |
| ECS | 50 / 80 élèves                      | 63 %              | 58 %                 | 5e sur 95           | 4                   |
| Khâgne B/L | 7 / 38 élèves                       | 18 %              | 21 %                 | 5e sur 22           | 1                   |
| MP / MP* | 61 / 83 élèves                      | 73,5 %            | 63,1 %               | 3e sur 126          | 1                   |
| PC / PC* | 55 / 97 élèves                      | 57 %              | 53 %                 | 4e sur 110          | 1                   |
| PSI / PSI* | 61 / 84 élèves                      | 73 %              | 62 %                 | 5e sur 120          | 1                   |
| Source : Classement 2015 des prépas - L'Étudiant (Concours de 2014). * le taux d'admission dépend des grandes écoles retenues par l'étude. En filières ECE et ECS, ce sont HEC, ESSEC, et l'ESCP. Pour les khâgnes, ce sont l'ENSAE, l'ENC, les 3 ENS, et 5 écoles de commerce (HEC, ESSEC, ESCP, EM Lyon et EDHEC). En filières scientifiques, ce sont un panier de 11 à 17 écoles d'ingénieurs qui ont été retenus selon la filière (MP, PC, PSI, PT ou BCPST). |                                     |                   |                      |                     |                     |

## Anciens élèves
Parmi les personnalités ayant fréquenté Stanislas figurent l'aviateur Georges Guynemer, le général de Gaulle ou encore les écrivains Anatole France, Edmond Rostand et Jules Barbey d'Aurevilly.
De nombreux anciens élèves sont morts pour la France, dont 976 lors de la Première Guerre mondiale et environ 300 lors de la Seconde Guerre mondiale (dont 12 fusillés par la Gestapo). Ces 12 élèves appartenaient au réseau de résistance parisienne Vélite-Thermopyles. Ils furent exécutés le 10 juin 1944 à Marcilly-en-Villette. Ces douze élèves étudiaient en classe préparatoire lorsqu’ils furent dénoncés et arrêtés. Chaque année, une commémoration de leur sacrifice pour la patrie a lieu à Marcilly-en-Villette,[source secondaire souhaitée]
Le collège Stanislas comprend un internat réservé aux garçons d'environ 450 places et d'un internat pour filles, ouvert à compter de 2013, situé à proximité immédiate.
En 2012-2013, l'établissement comptait 3 400 élèves allant de la maternelle (petite section) aux classes préparatoires et, en 2023, 3 660 élèves.

### Listes d'anciens élèves notables

#### Chefs d'État, princes

##### Souverains
- Le prince Albert Ier de Monaco[142]
- Le roi Alphonse XII d'Espagne[142]
- Le roi Charles-Albert de Piémont-Sardaigne[142]
- Le prince Louis II de Monaco[142]

##### Président de la République
- Charles de Gaulle, grand maître de l'ordre de la Libération[143].

##### Princes non-régnants
- Philippe d'Orléans (1869-1926)[142]
- Louis d’Orléans-Bragance (Brésil)[144].

#### Ecclésiastiques

##### Évêques
- Guillaume Angebault[142]
- Pierre de Dreux-Brézé[142]

##### Prêtres, religieux, missionnaires
- Emmanuel d'Alzon, a.a.[142]
- Jacques-Désiré Laval, c.s.sp.[142]
- François Libermann, c.s.sp.[142]
- Georges Thierry d'Argenlieu, en religion père Louis de la Trinité, o.c.[145].

#### Hommes politiques

##### Ministres et secrétaires d'État
- Denys Cochin, de l'Académie française[142]
- Félix de Merode (en Belgique)[142]
- Jean-Michel Blanquer[146]

##### Députés
- Denys Cochin, de l'Académie française[142]
- Georges de La Rochethulon[147]
- Félix de Merode (en Belgique)[142]

#### Scientifiques, médecins et explorateurs

##### Médecins
- Louis Capitan[142]

#### Éditeurs, hommes de lettres et d'idées

##### Éditeurs
- Arthème Fayard[142]
- Pierre-Jules Hetzel[142]

##### Romanciers, nouvellistes et essayistes
- Denys Cochin, de l’Académie française[142]
- Pierre-Jules Hetzel[142]

##### Auteurs pour la jeunesse
- Pierre-Jules Hetzel[142]

#### Juristes
- Raymond Carré de Malberg[142]

#### Économistes et entrepreneurs

##### Industriels, dirigeants de grandes entreprises
- Gérald de Roquemaurel[148]

### Sociologie
En 2018, 9 % des 3 613 élèves du collège Stanislas portaient un nom à particule, soit une nette surreprésentation face au 0,2 % de la population française issue d’une grande lignée.

## Galerie

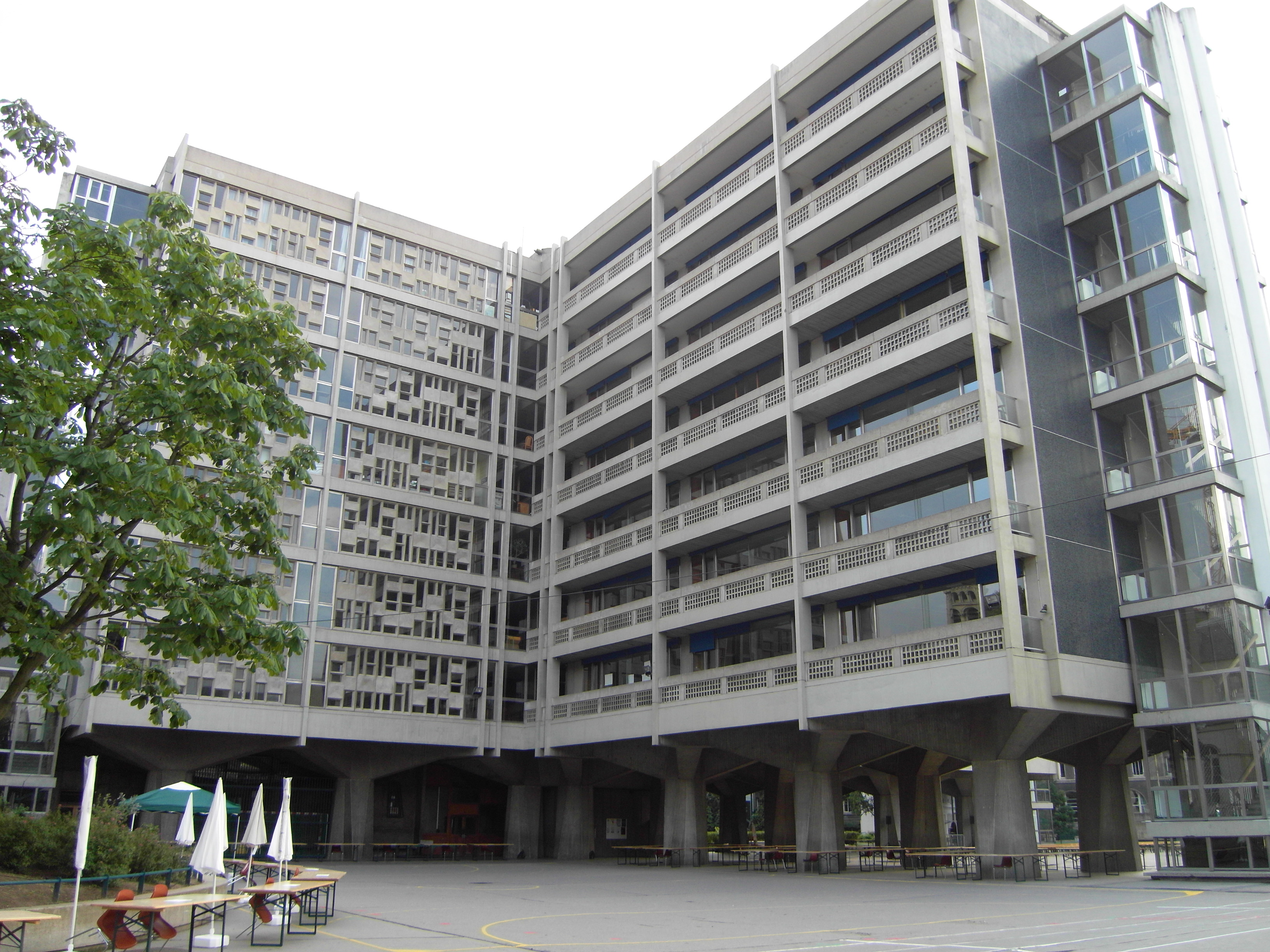
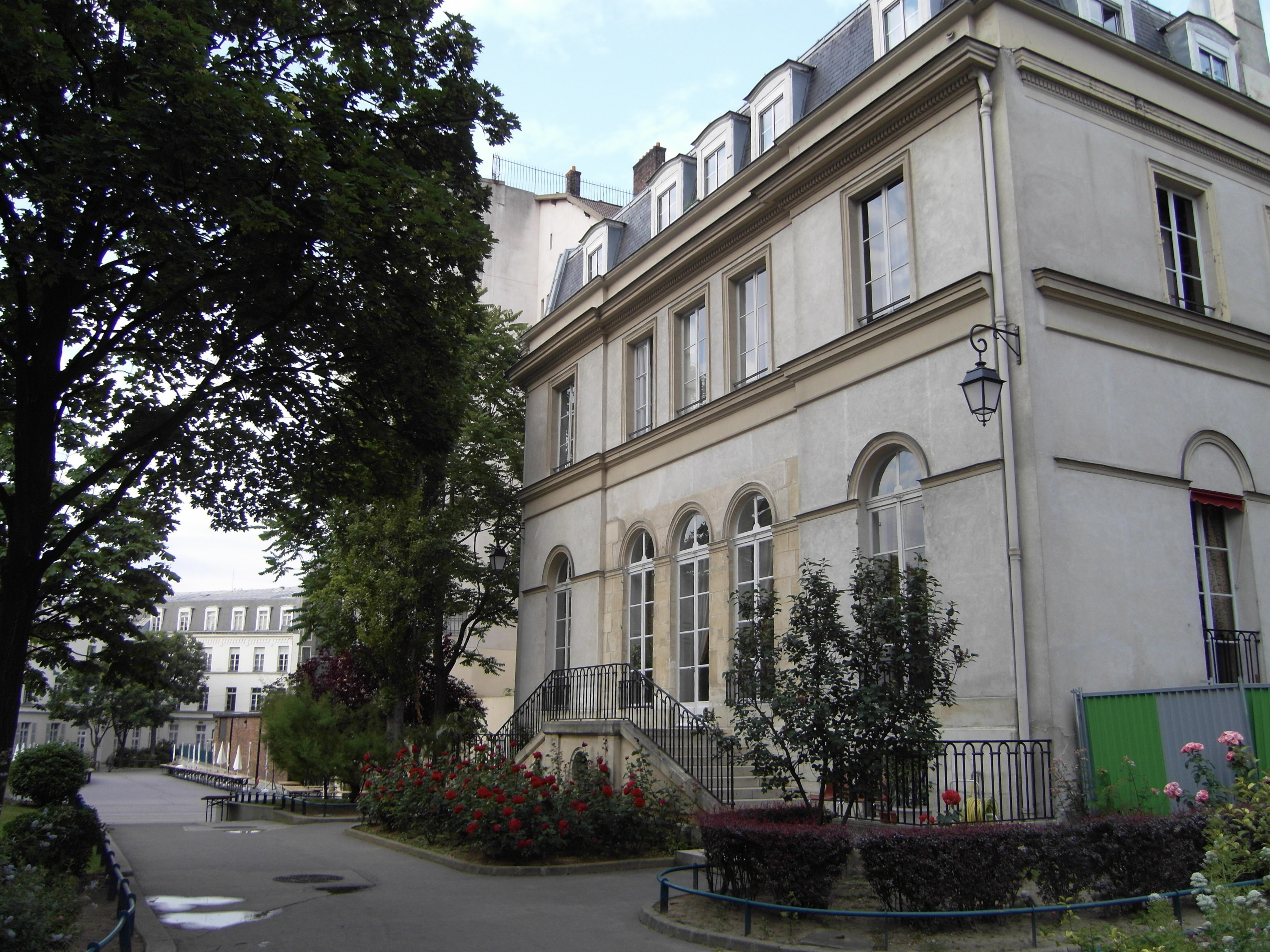
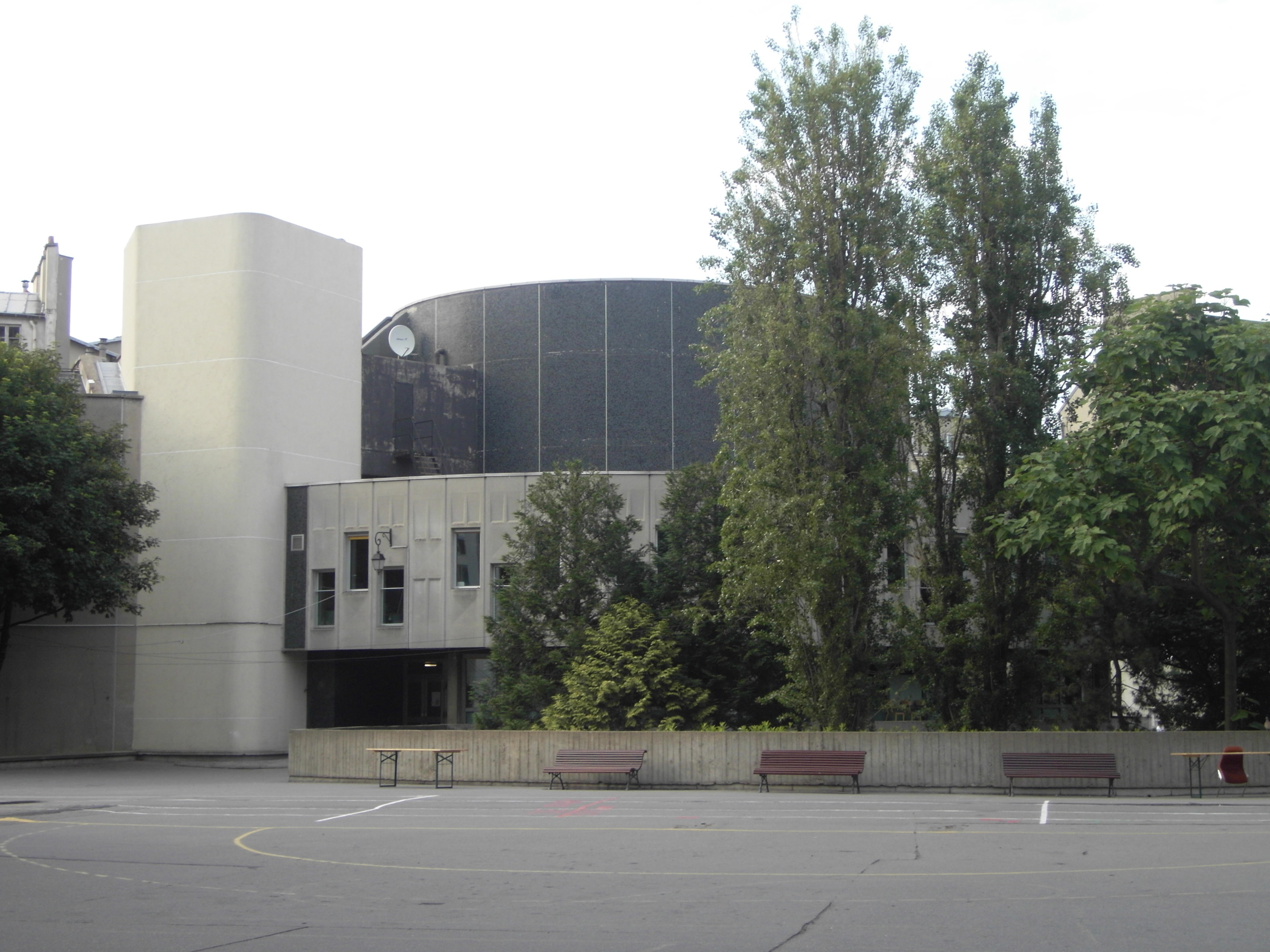
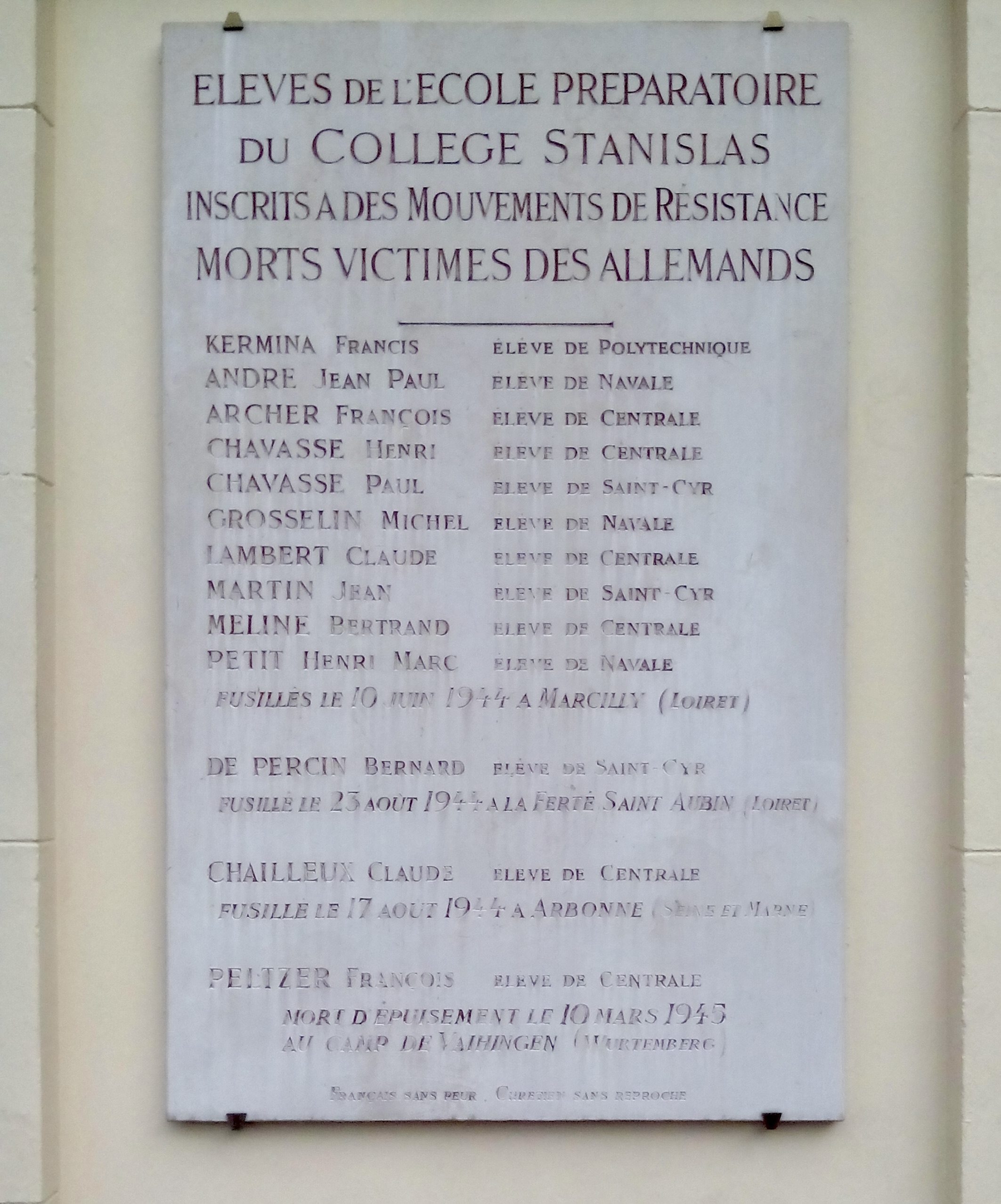
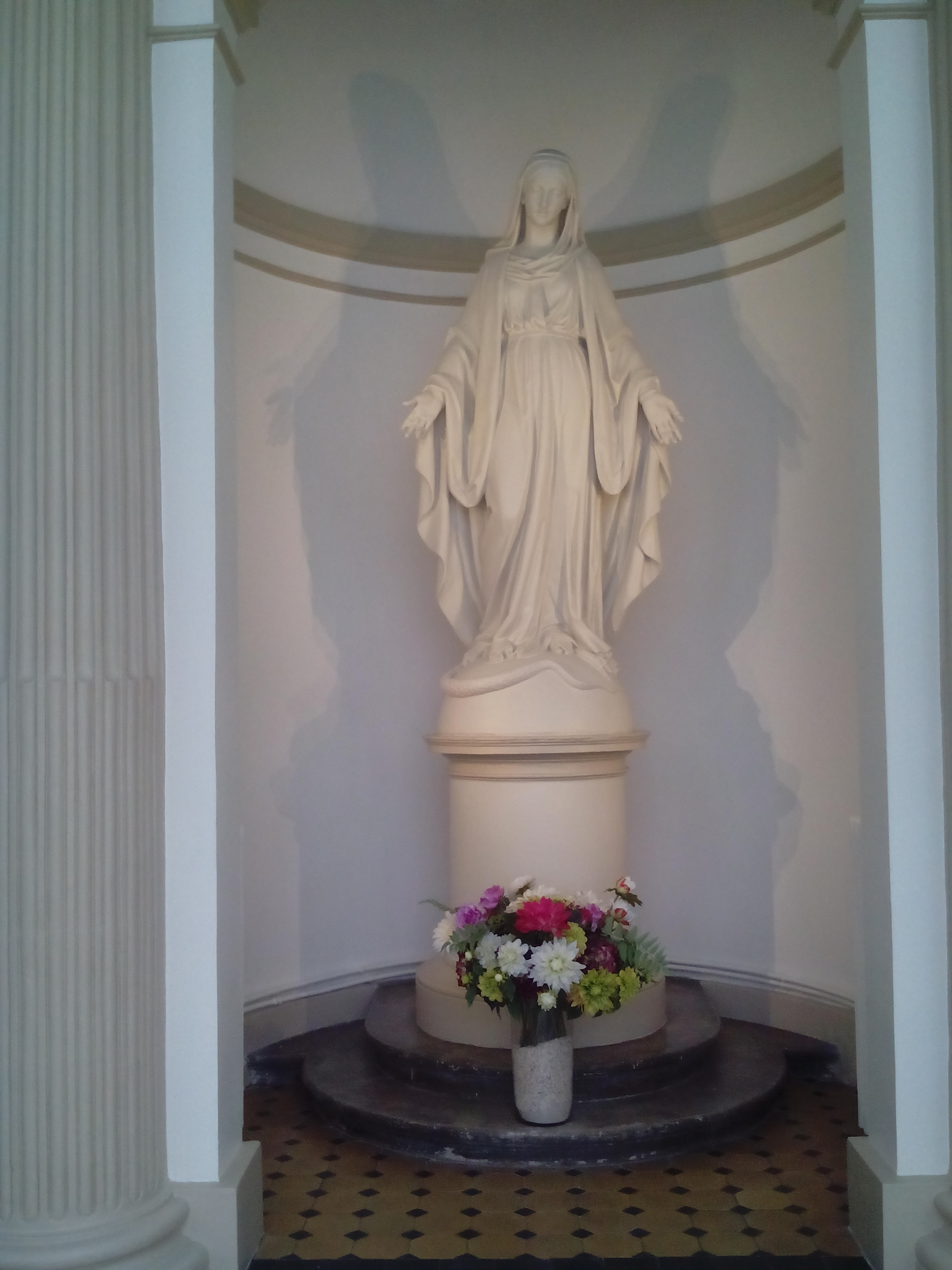